# Einheitswagen (Schweiz, Normalspur)
Als Einheitswagen (EW) werden Personenwagen der Schweizerischen Bundesbahnen (SBB) und verschiedener Schweizer Privatbahnen für den Inlandverkehr bezeichnet.

## Technische Merkmale
Alle Serien von Einheitswagen haben folgende Merkmale:
- zwei Drehgestelle mit je zwei Achsen (total vier Achsen)
- Einstiege über den Drehgestellen, WC und Plattform am Wagenende, ein grosses Passagierabteil zwischen den Einstiegen
- Grossraumwagen
- Vis-à-vis-Sitzanordnung mit einem Mittelgang
- bei Ablieferung getrennte Raucher- und Nichtraucherabteile, anfänglich je 50 % (Ab Dezember 2005 wurde das Rauchen in Zügen generell verboten, und die Pendeltüren zwischen den Abteilen wurden entfernt.)
- Leichtbauweise (bis EW III)

Die Einheitswagen lösten die letzten Holzkastenwagen und die schweren Stahlwagen ab und wurden lange gemeinsam mit den Leichtstahlwagen eingesetzt. Nach Einführung des Taktfahrplans im Jahre 1982 wurden die Wagen vermehrt typenrein eingesetzt. Von den Einheitswagen gab es vier Serien.

## Einheitswagen I

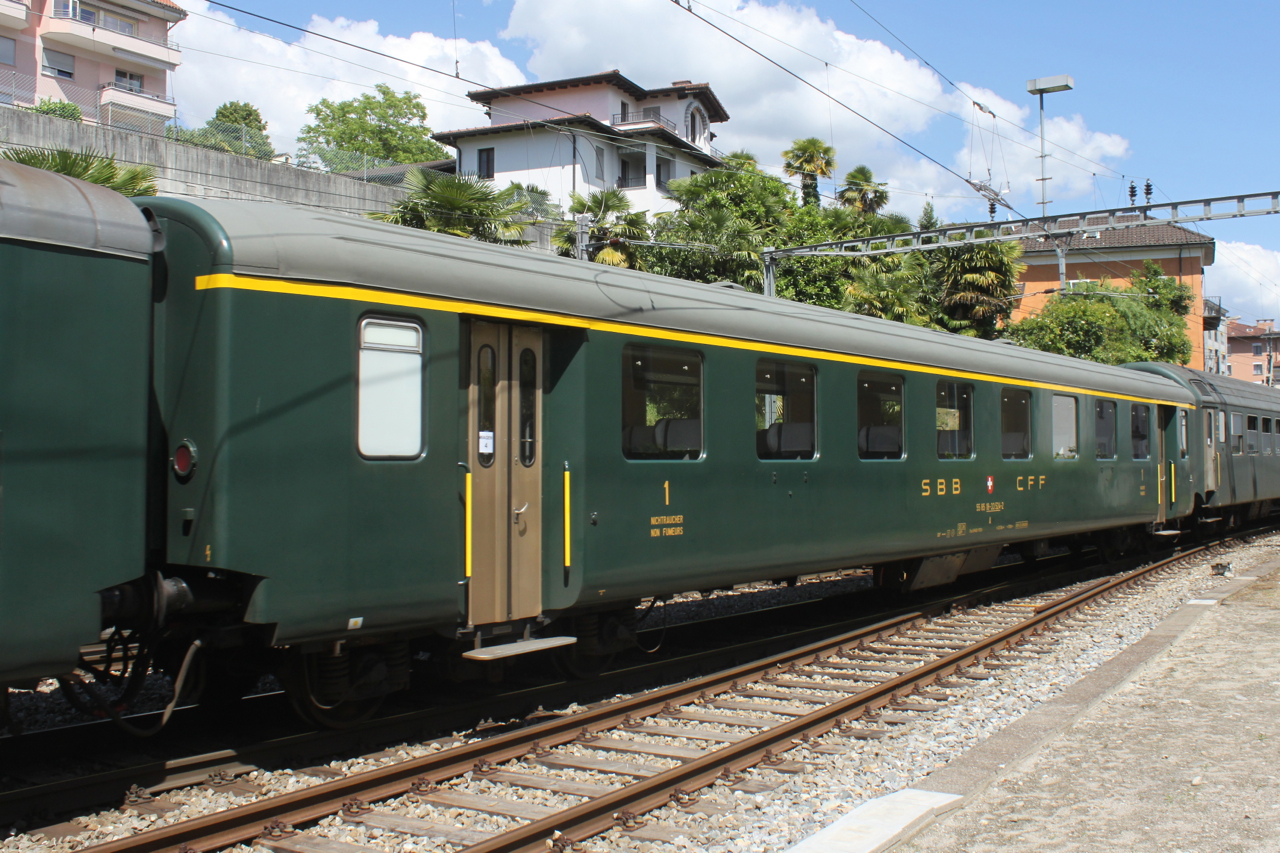
Erstklass-Einheitswagen I A 55 85 18-33 524-2 in Locarno

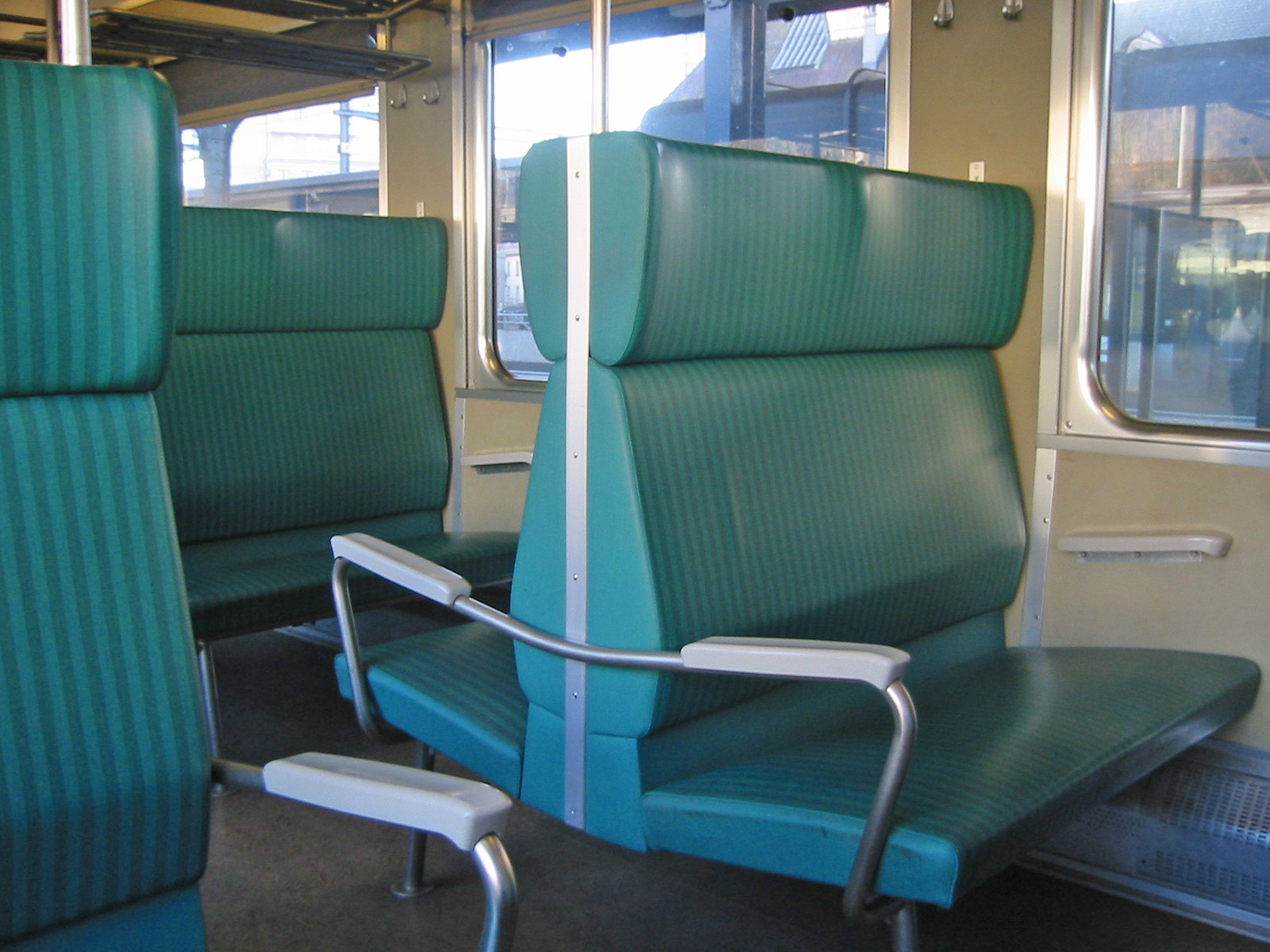
Inneneinrichtung eines EW I im Zustand der 1970er Jahre

Die Einheitswagen I sind die Nachfolger der Leichtstahlwagen und wurden zwischen 1956 und 1967 gebaut. Sie waren ursprünglich in SBB-Grün lackiert und hatten ein Gewicht von 28 bis 32 Tonnen, eine Länge von 23,7 m und eine zulässige Höchstgeschwindigkeit von 140 km/h. Die ersten vier Einheitswagen erschienen 1956, kurz vor der Abschaffung der dritten Wagenklasse, noch als C4ü.
Damit die Einstiege über dem Drehgestell angeordnet werden konnten, mussten die Drehgestellrahmen in der Mitte gekröpft ausgeführt werden. Die Primärfederung (zwischen Rad und Drehgestellrahmen) erfolgt durch Schraubenfedern, für die Sekundärfederung (zwischen Drehgestellrahmen und Wagenkasten) kamen zwei Varianten zur Ausführung:
- Schraubenfedern nach einem Konstruktionsprinzip der SWS Schlieren; das Drehgestell wird deshalb Schlieren-Drehgestell genannt;
- Torsionsstäbe aus der Entwicklungslinie der SIG Neuhausen für die Wagen erster Klasse.

Die grösste Serie bei den SBB-Personenwagen waren die Zweitklass-Einheitswagen I, von denen in zwölf Jahren 1028 Stück gebaut wurden (drei davon allerdings mit Aluminiumkasten). Die Sitze der EW I hatten in der zweiten Klasse ursprünglich braune Kunstlederpolsterungen. Bei ihrer Hauptrevision in den 1970er-Jahren bekamen sie wie die EW II in Nichtraucherabteilen einen grünen und in Raucherabteilen einen roten Sitzbezug. Die ursprünglichen Faltenbalgübergänge wurden durch Gummiwulstübergänge und die bislang eingebaute Glühlampenbeleuchtung durch eine Beleuchtung mit Leuchtstofflampen wie in den EW II ersetzt. Ausserdem wurden die Wagen mit einer Apparateluftleitung (weisse Absperrhähne und Schlauchkupplungen) versehen und der spätere Einbau einer UIC-Tür- und Beleuchtungssteuerung sowie einer UIC-Lautsprecheranlage, jedoch ohne Sprechstellen in den Personenwagen, wurde vorbereitet.
Bei einer weiteren Modernisierung ab Ende der 1980er Jahre erhielten die Wagen der ersten Klasse graue Stoffbezüge bzw. wurden bei den für den Nahverkehr vorgesehenen Wagen neue Sitze in 2+2-Anordnung eingebaut, in der zweiten Klasse kamen blau-rot gemusterte Stoffbezüge mit blauen Kopfstützen. Die Stirnwände wurden im Nichtraucherbereich blau und im Raucherbereich rot.
Fahrzeuge, die mit der Fern- und Vielfachsteuerleitung III und mit einer Apparateluftleitung für Pendelzüge ausgestattet waren, trugen Nummern über 500. Diese Wagen besassen von Anfang an eine Tür- und Beleuchtungssteuerung, die vom Lokomotivführer fernbedient wurde. Ausserdem gab es an den Seitenwänden neben den Einstiegstüren Abfertigungsschalter, mit denen dem Lokomotivführer der Abfahrtsauftrag erteilt werden konnte. In diese pendelzugtauglichen Wagen wurde die oben beschriebene UIC-Vollausrüstung zusätzlich zu den schon vorhandenen Einrichtungen ergänzend eingebaut.
Bei dem später erfolgten Umbau auf kondukteurlosen Betrieb wurden alle dazu ausgewählten Wagen auch für den Betrieb in Pendelzügen umgebaut; diese Wagen (ausser den Steuerwagen) haben eine 5 auf der achten Stelle der UIC-Nummer (z. B. 50 85 20-35 000). Bei diesem Umbau wurden auch die ursprünglich eingebauten Achsgeneratoren mitsamt Laderegler durch elektronische Batterieladegeräte ersetzt, die aus der Zugsammelschiene, früher Heizleitung genannt, versorgt werden (ee-Kennzeichen im Anschriftenfeld).
Die Senkfenster sind einteilig, einfach verglast und rahmenlos; die Scheiben werden beim Öffnen bis zur Hälfte in die Wagenseitenwand versenkt. Die 1962 gebauten Wagen B 50 85 20-33 420 bis 444 wurden versuchsweise wie die Speisewagen mit Übersetzfenstern ausgestattet.

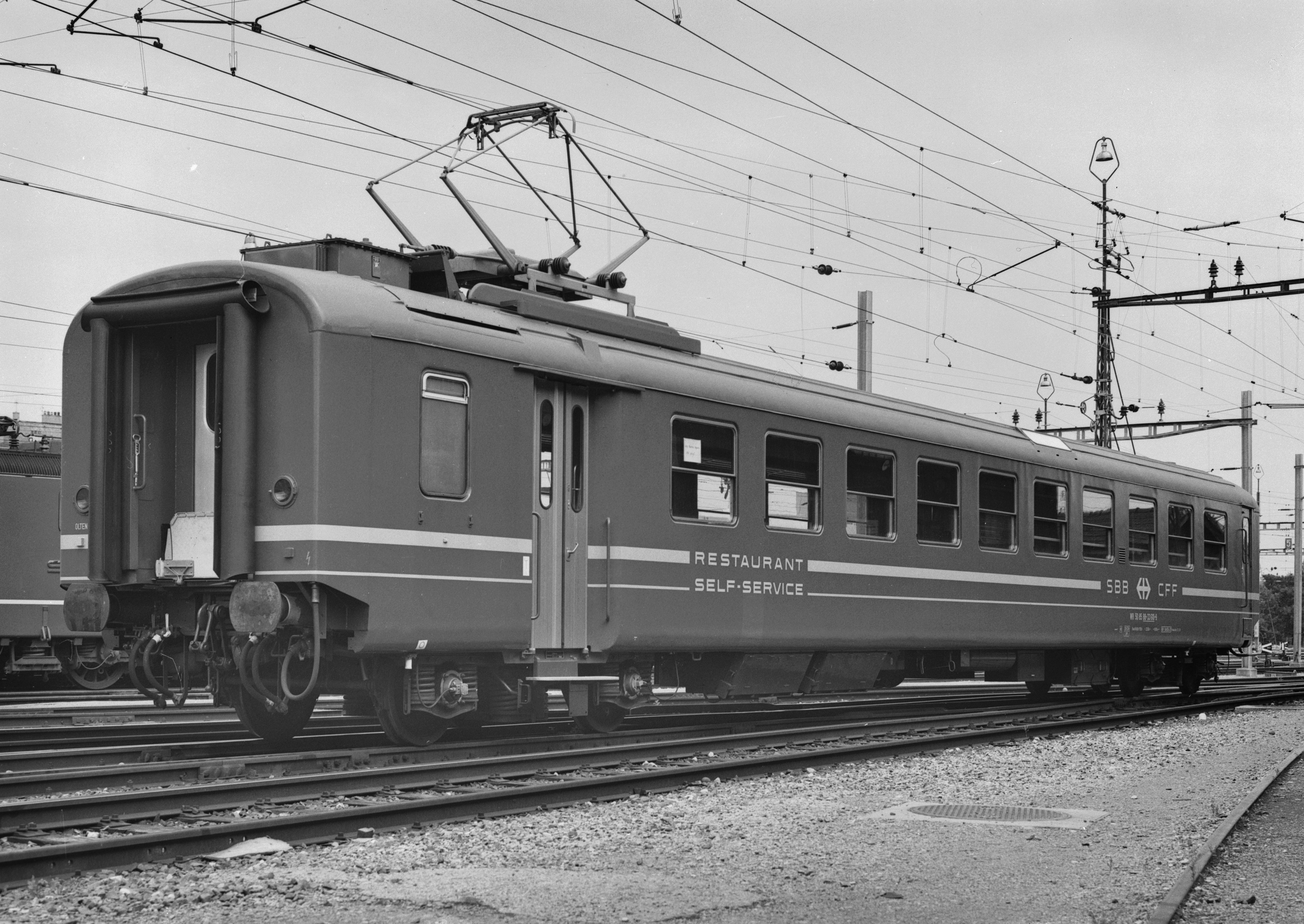
Speisewagen ab den 1970er Jahren als Restaurant Self-Service

Die Speisewagen EW I unterschieden sich von ihren Vorgängern der Leichtstahlbauart vor allem durch das gesickte Dach und die Türen; ausserdem waren sie 80 cm länger. Die Speisewagen wurden in zwei Serien beschafft, diese waren bei Auslieferung weinrot lackiert. Die ersten sieben Wagen von 1958 wurden ab 1975 in Selbstbedienungswagen (Self-Service) umgebaut und erhielten dabei einen helleren roten Anstrich mit grauen Zierlinien. Weitere Umbauten folgten ab 1989, drei Wagen erhielten einen gelben Anstrich mit Käselöchern und wurden als Chäs-Express bezeichnet, drei weitere erhielten ein violettes Fensterband und magentafarbenes Schrägband für den Betreiber Le Buffet Suisse, zwei davon mit der Anschrift Calanda Land. 1961 wurden drei weitere pendelzugfähige Wagen geliefert, welche in den 1980er Jahren eine Modernisierung mit Neuanstrich in verkehrsrot und steingrau entsprechend den Speisewagen der EW IV erhielten. Ein elfter Wagen wurde 1961 aus einem ausgebrannten Leichtstahlwagen umgebaut und wurde in den 1970er Jahren wie die Selbstbedienungswagen angestrichen.
2021 nahmen die SBB die letzten Einheitswagen I aus dem Verkehr.

### Verbesserte Versionen für Privatbahnen und Lizenzbauten

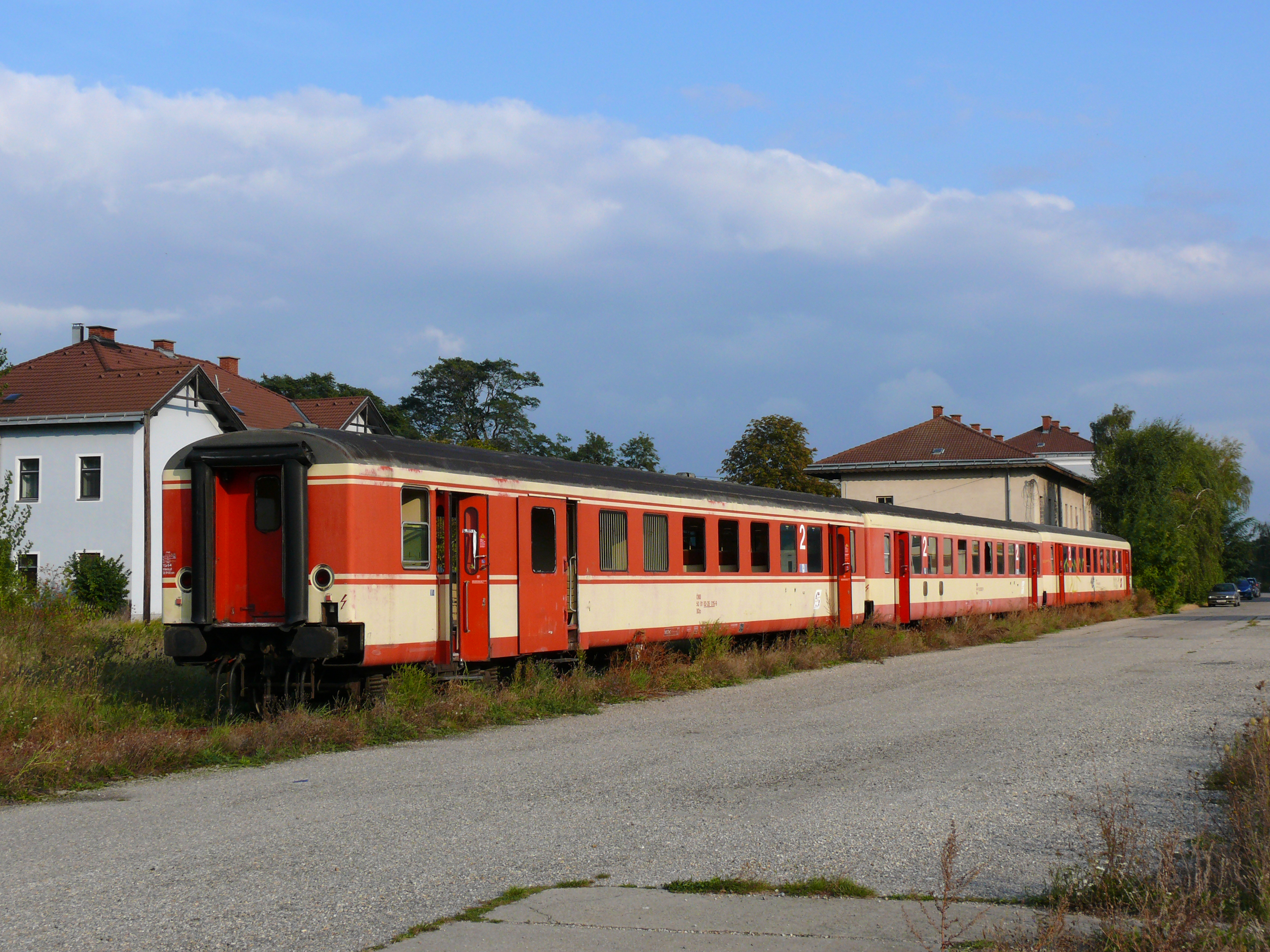
Schlierenwagen der ÖBB mit der Bezeichnung 50 81 82-35

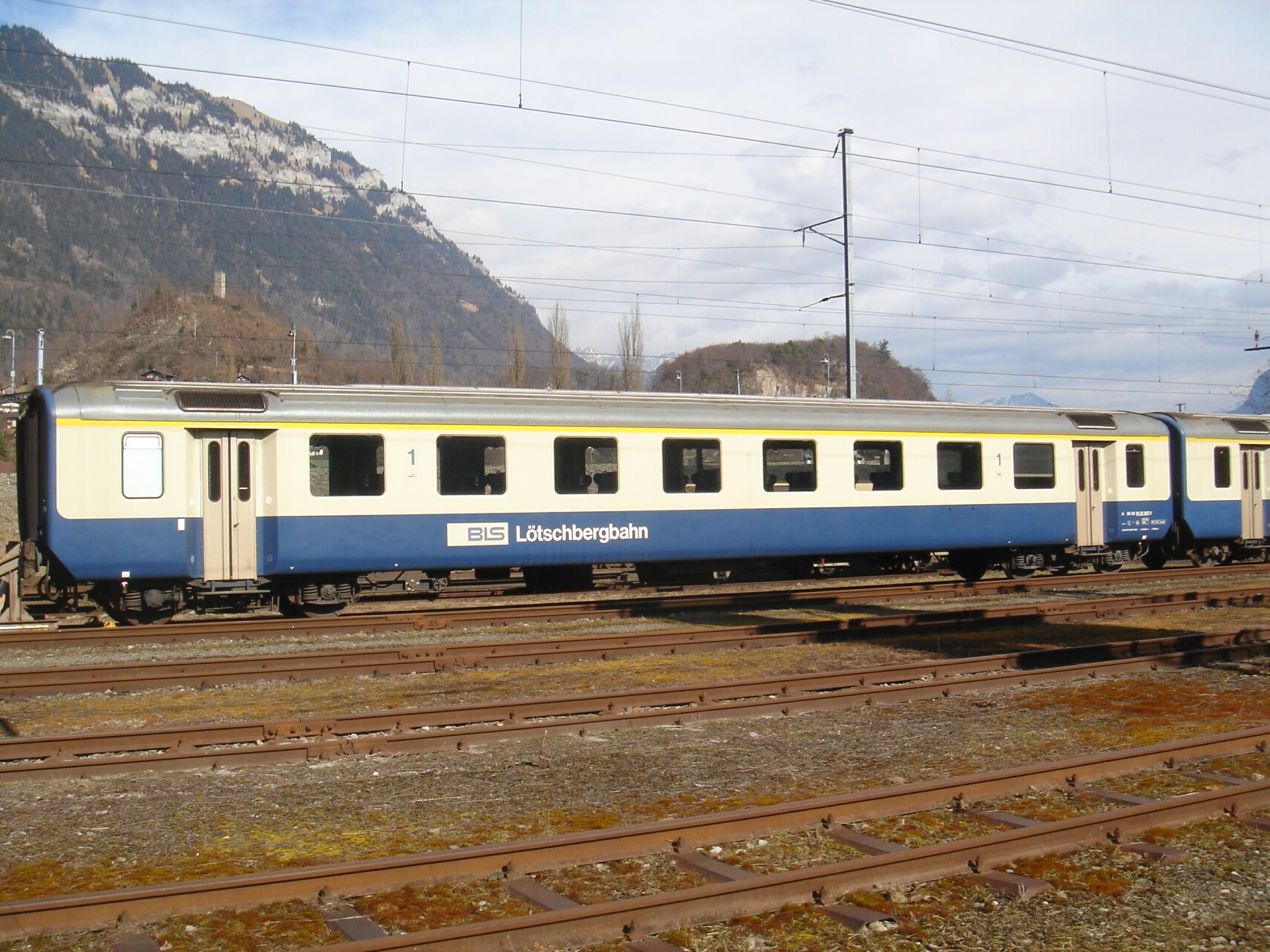
Einheitswagen A 50 63 18-33 807 der BLS

Diese Bauart von Einheitswagen wurde bis 1981 auch von vielen Privatbahnen beschafft, wobei diese Wagen sich in Details (z. B. doppelverglaste Fenster, Gummiwulstübergänge, Röhrenbeleuchtung, Anordnung der Lüftungsgitter über den Einstiegstüren) zum Teil von denjenigen der SBB unterschieden. Die Privatbahnen haben damit verschiedene Neuerungen, welche die SBB erst mit den EW II einführten, vorweggenommen. Die BLS ging (ab 1990) auch voraus beim Einbau aussenbündiger Türen für NPZ.
Mit einigen Anpassungen wie sie bei Privatbahnen vorgenommen wurden, übernahmen auch die Österreichischen Bundesbahnen das Baumuster, liess die Wagen aber in Lizenz im eigenen Land anfertigen. Bekannt wurde der von 1965 bis 1981 gebaute Wagentyp in Österreich unter dem Namen Schlierenwagen.

### Umbauten

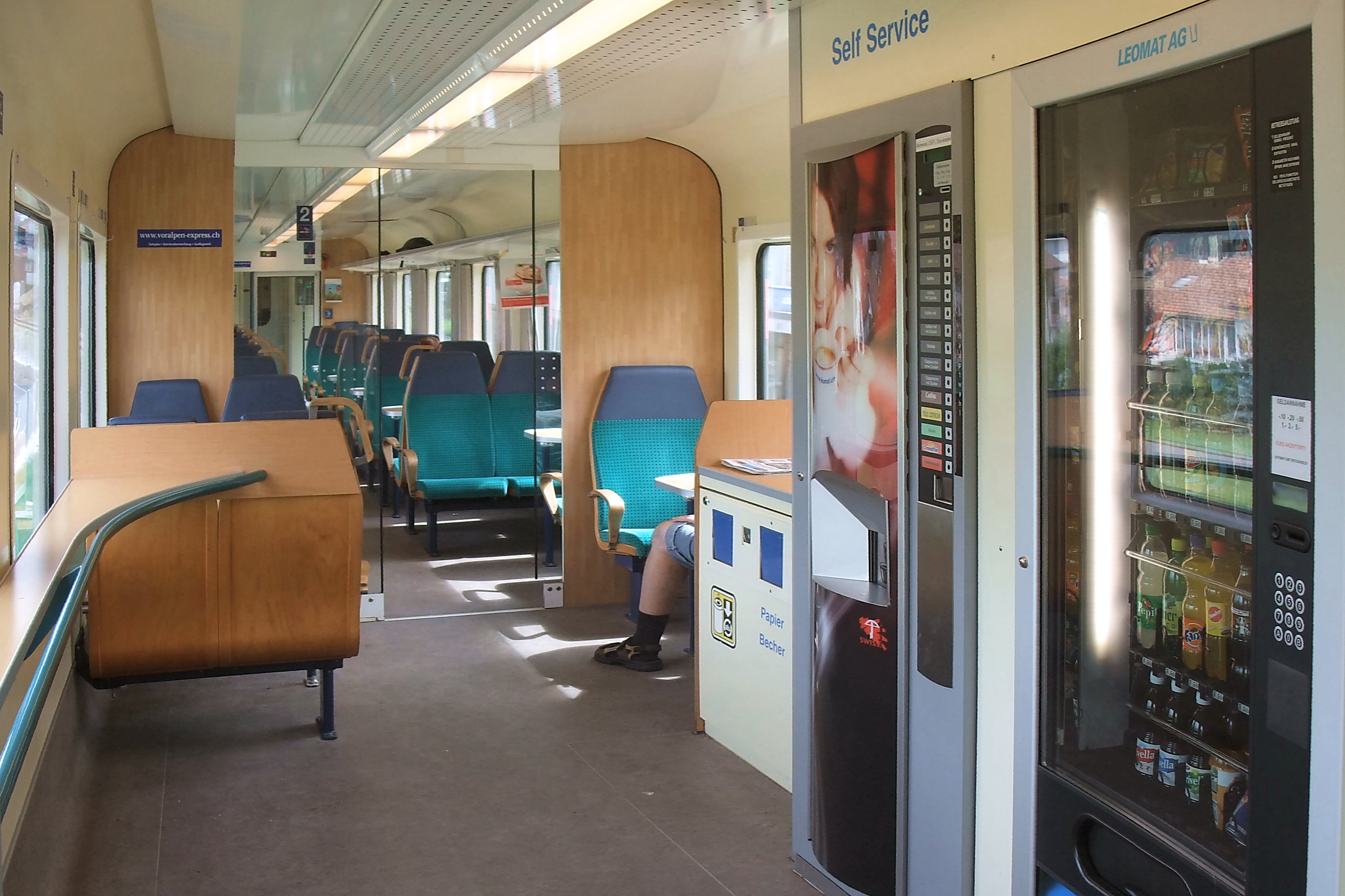
Revvivo-Wagen BR mit Bistro und Zweitklassabteil. Die Reisenden können am Automaten Getränke und Snacks beziehen.

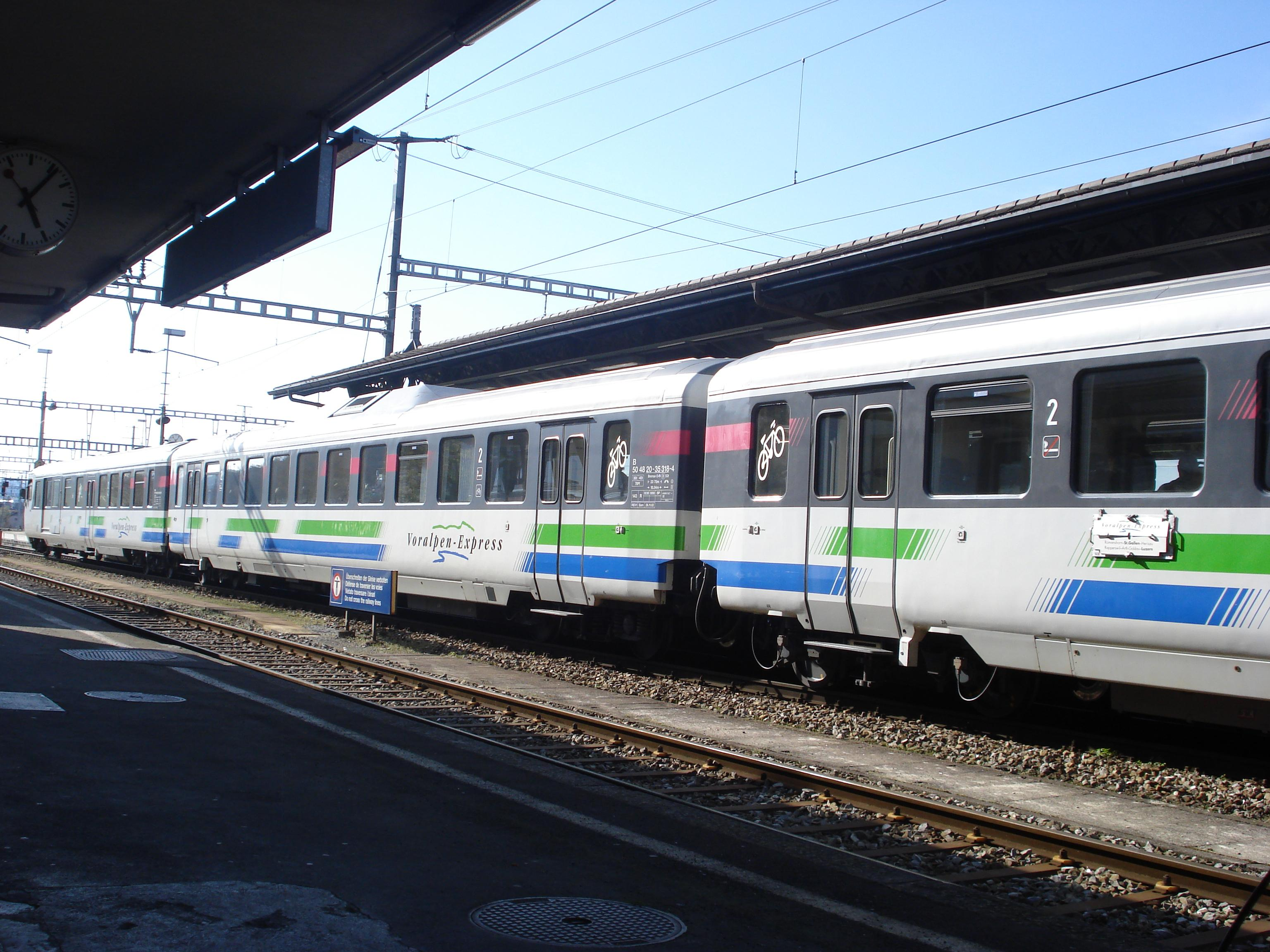
Die für den Einsatz im Voralpen-Express umgebauten Einheitswagen I «Revvivo» sind an den Dacherhöhungen in der Mitte des Wagens zu erkennen.

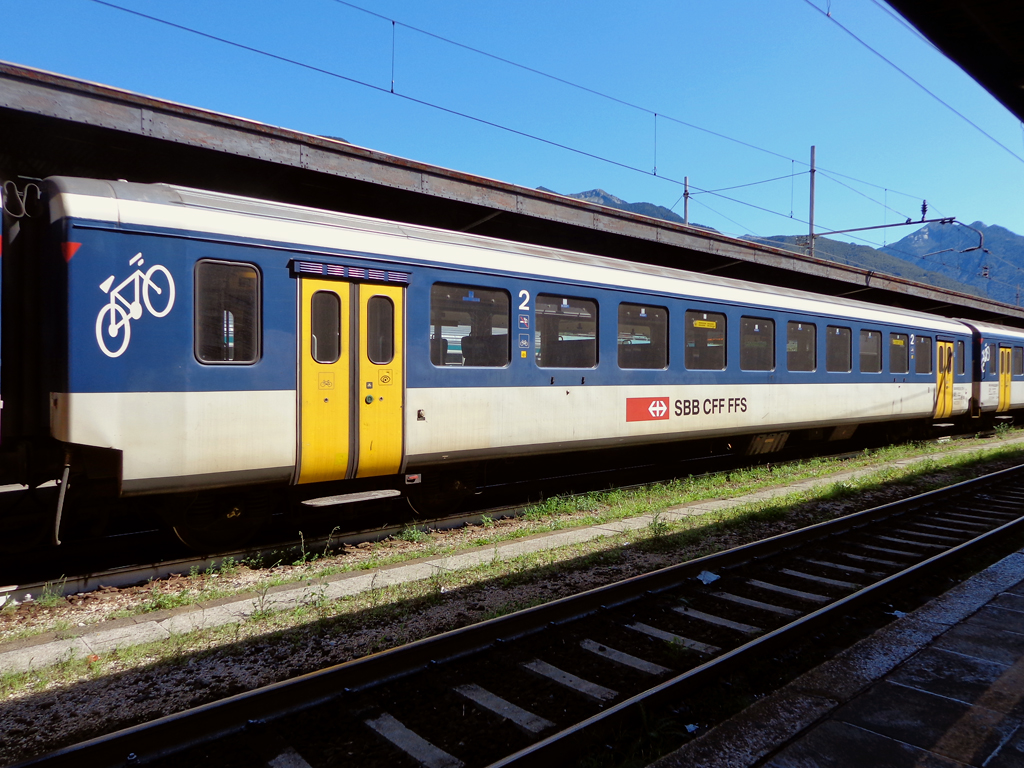
Die als Zwischenwagen in den NPZ-Pendelzügen der SBB eingesetzten Einheitswagen I erhielten aussenbündige Türen.

Bei den Hauptrevisionen in den 1970er Jahren wurden die Faltenbälge an den Wagenübergängen durch Gummiwülste ersetzt und die Wagenkästen an beiden Enden etwas verlängert. Zudem erhielten die Wagen bei diesen Umbauten an beiden Stirnseiten je zwei rote Zugschlussleuchten.
Der grösste Umbau geht auf einen Vorschlag der Schweizer Wagenindustrie zurück. In den vollkommen ausgeräumten und von Asbest befreiten Wagenkasten wurde ein neuer Innenausbau mit geschlossenem Toilettensystem und einer Klimaanlage eingebaut; überdies wurden neue Drehgestelle untergesetzt. Diesen «Revvivo» getauften Umbauwagen beschafften BT (acht Wagen) und SOB (13 Wagen), heute Südostbahn (SOB), zusammen mit den SBB (elf Wagen) 1997–2000 für den Voralpen-Express. Zwei Wagen der SOB erhielten keine neuen Drehgestelle. Seit Dezember 2013 gehören alle 32 Revvivo-Wagen der SOB, wobei aber der Prototyp aufgrund seines schlechten Zustands abgestellt wurde. Im Dezember 2019 wurden die Revvivo-Wagen durch neue Traverso-Triebzüge ersetzt.
Vier Revvivo-Wagen wurden von der französischen Museumsbahn «Le Train des Mouttes» an der französischen Atlantikküste übernommen und in Salon- und Speisewagen umgebaut. 23 Fahrzeuge gingen an MÁV-Nosztalgia, wo sie einen weiss-blau-goldenen Anstrich erhielten und für Ausflugsfahrten verwendet werden.
Die BLS Lötschbergbahn liess durch Bombardier Villeneuve ab 2003 aus Wagenkasten und Drehgestellen von Einheitswagen I Niederflur-Gelenkwagen herstellen, welche sie als «Jumbo»-Wagen bezeichnet. Dabei wurde (ausser beim Prototyp) der mittlere, niederflurige Teil inklusive Drehgestell vollständig neu gebaut.

### Stückzahlen der EW I
| Wagenklasse                                 | Baujahr     | Wagenbezeichnung                          | Anzahl bei Ablieferung |
| ------------------------------------------- | ----------- | ----------------------------------------- | ---------------------- |
| 1. Klasse Salon                             | 1956, 1958  | 50 85 89-33 500 50 85 89-30 501           | 2                      |
| 1. Klasse                                   | 1958–1960   | A 50 85 18-33 A 50 85 18-35               | 180                    |
| 1. und 2. Klasse (1994–1997 Umbau aus B)    | (1959–1962) | AB 50 85 20-35                            | (39)                   |
| 2. Klasse (39 Stück 1994–1997 zu AB umgeb.) | 1956–1967   | B 50 85 20-33 B 50 85 20-34 B 50 85 20-35 | 1028                   |
| Speisewagen                                 | 1958–1961   | WR 50 85 88-33                            | 11                     |
| Gepäck-Steuerwagen 2. Klasse (Umbau)        | 1959        | BDt 50 85 82-33                           | (27)                   |
| Steuerwagen, jeweils mit 1. und 2. Klasse   | 1959        | ABt 50 85 38-33                           | 22                     |
| Gepäck- und Post-Steuerwagen                | 1959        | DZt 50 85 91-33                           | 6                      |
| Total                                       |             |                                           | 1249                   |

Stand 1997
2018 existierten im Flottenbestand des SBB-Personalverkehrs in der ersten Klasse (A) noch 27 Einheitswagen I, davon 24 in der NPZ-Ausführung; in der zweiten Klasse (B) existieren 64 Stück, alle in der NPZ-Ausführung; dazu kommen 19 Steuerwagen (BDt). Von den in den 1990er-Jahren umgebauten AB-Wagen existieren 7 Exemplare. Der älteste Wagen im Bestand ist B 50 85 20-35 173-7 (NPZ) mit Ablieferungsdatum 30. Dezember 1957.

### Beschaffungen durch Privatbahnen
| Typ                                   |       | BLS/SEZ/GBS/BN heute BLS | EBT/VHB/SMB heute BLS | BT/SOB heute SOB | GFM heute TPF | RVT heute TRN | MO heute TMR | MThB und WM | SiTB heute SZU | Total inkl. SBB (ohne Umbauten) |
| ------------------------------------- | ----- | ------------------------ | --------------------- | ---------------- | ------------- | ------------- | ------------ | ----------- | -------------- | ------------------------------- |
| 1. Klasse Salon                       | As    |                          |                       |                  |               |               |              |             |                | 2                               |
| 1. Klasse                             | A     | 13                       |                       |                  |               |               |              |             |                | 193                             |
| 1./2. Klasse                          | AB    | 18                       |                       | 4                |               |               |              |             |                | 22                              |
| 1./2.-Klass-Steuerwagen               | ABt   |                          | 2DT                   | 11               |               |               |              |             |                | 35                              |
| 2.-Klass-Wagen                        | B     | 61                       | 11DT+11AT             | 23               | 2             | 2             | 2            |             | 6DT            | 1146                            |
| 2.-Klass-Steuerwagen                  | Bt    | 9                        | 9AT                   |                  | 3             | 3             | 3            | 3           | 4DT            | 34                              |
| Buffet-/Speisewagen                   | BR/WR |                          |                       | 3                |               |               |              |             |                | 14                              |
| Gepäckwagen und Gepäck-2.-Klass-Wagen | D/BD  | 13                       |                       | 8ME              |               |               |              |             |                | 21                              |
| Gepäck- und Post-Steuerwagen          | DZt   |                          |                       |                  |               |               |              |             |                | 6                               |
| TOTAL                                 |       | 114                      | 33                    | 49               | 5             | 5             | 5            | 3           | 10             | 1473                            |

DT = Doppeltür, reduzierte Abteilzahl AT = Aussenbündige Doppeltür, reduzierte Abteilzahl ME = Mitteleinstieg

## Einheitswagen II

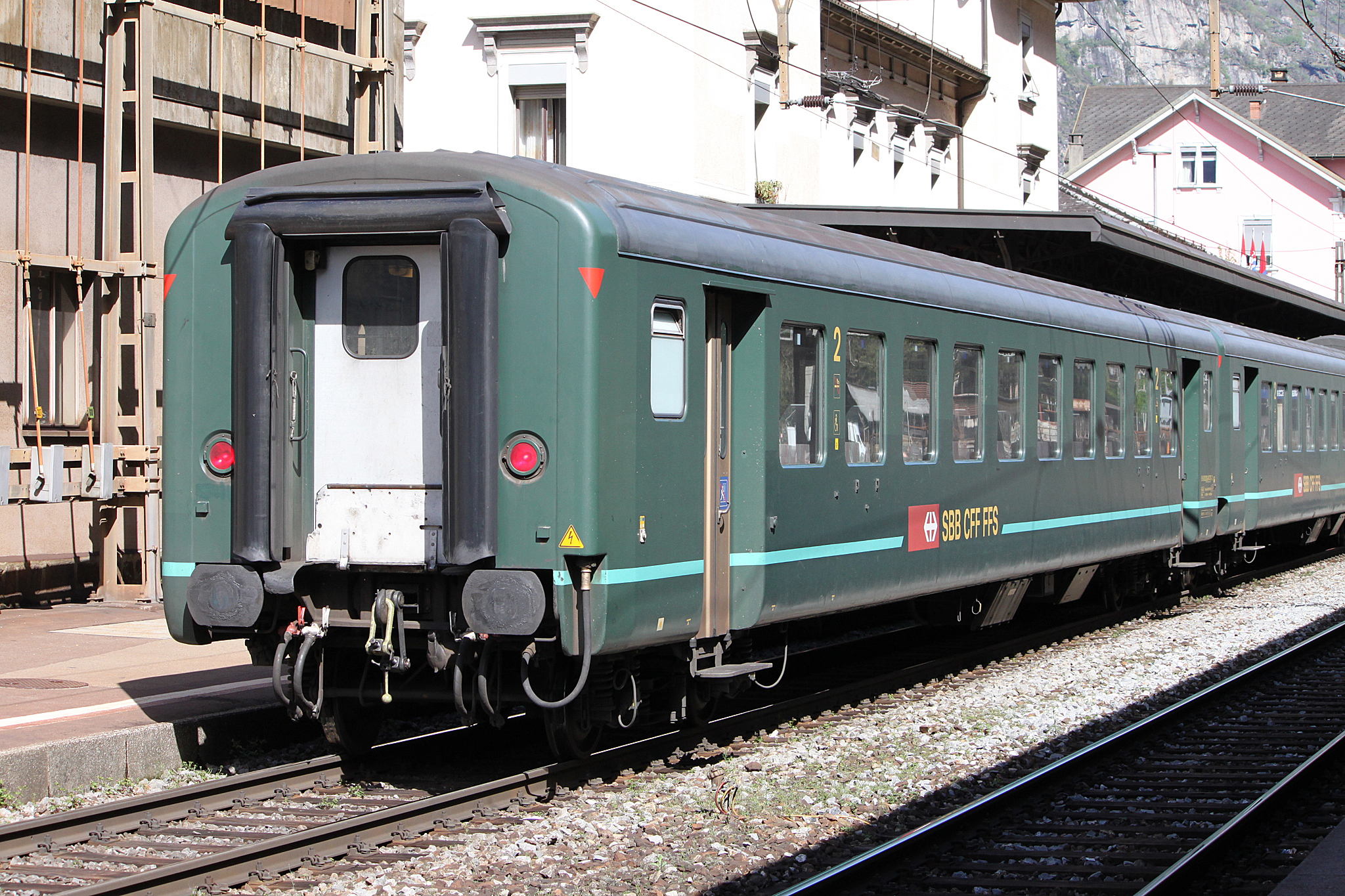
Zweitklass-Einheitswagen II in Biasca, erkennbar am quadratischen WC-Fenster und dem Gummiwulst-Übergang.

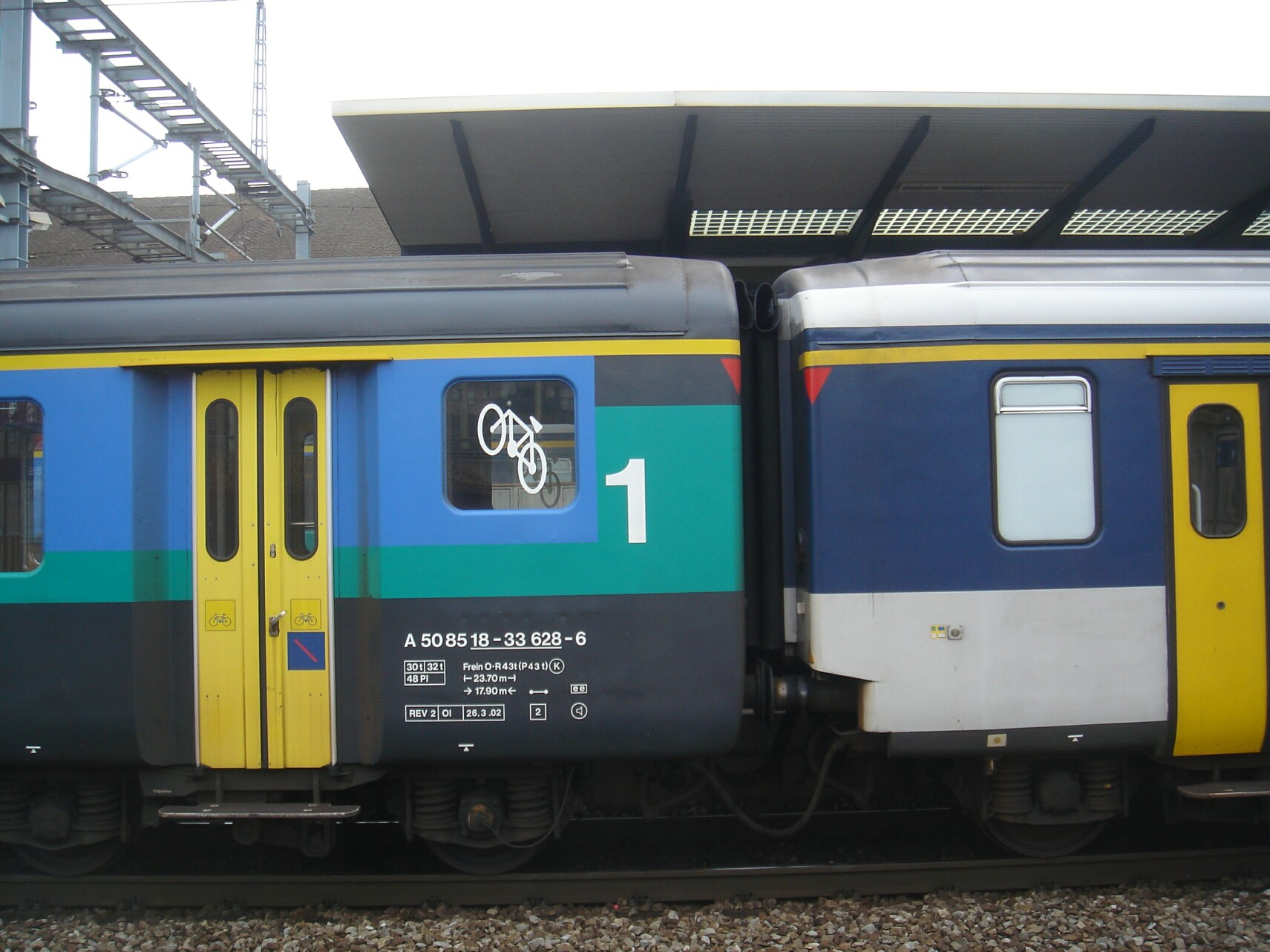
Links ein EW II (quadratisches Fenster) mit den ursprünglichen Türen, rechts ein EW I (rechteckiges Fenster) umgebaut auf aussenbündige Türen

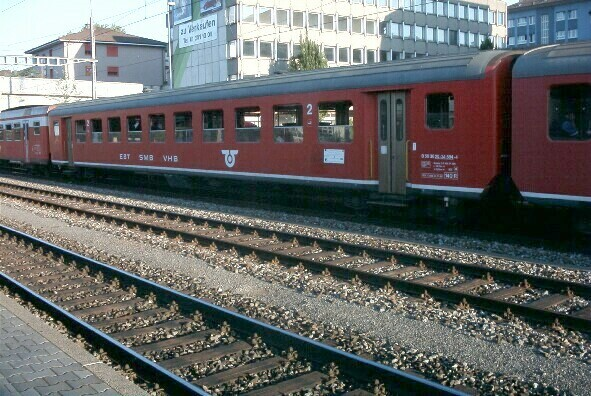
RM B 584, der einzige EW II B einer Privatbahn, bei einem seiner letzten Einsätze am 20. September 2003 in einem Dampfzug in Schlieren ZH

Die Einheitswagen II waren fast identisch mit den Einheitswagen I und auch im SBB-Grün lackiert. Äusserlich fallen sie durch nur noch halbhohe WC- und Einstiegsbereichsfenster auf. Im Gegensatz zu den EW I verfügen sie über doppelverglaste, aber ebenfalls einteilige und versenkbare Fenster. Des Weiteren weisen sie eine geringere Fussbodenhöhe auf als die EW I. Sie wurden zwischen 1965 und 1976 gebaut. Die Personenwagen und die BDt EW II haben einen Raddurchmesser von 80 cm und Drehgestelle mit einem Achsstand von 2,50 m – dies im Gegensatz zu den Gepäckwagen und den Dt (ex DZt), deren Drehgestelle wie die der zuvor gebauten Einheitswagen I und der Leichtstahlwagen einen Achsstand von 2,70 m und einen Raddurchmesser von 91 cm aufweisen. Diese Modifikation war notwendig, um den Wagenboden tiefer zu legen (1020 mm beim EW II gegenüber 1100 mm beim EW I). Dementsprechend liegen auch die Fenster im Abteil tiefer als bei den EW I.
Wie beim Einheitswagen I erhielten die Wagen erster Klasse Drehgestelle mit Torsionsstabfederung, die übrigen Wagen Schlieren-Drehgestelle mit Schraubenfederung. Die Steuerwagen BDt sowie einige Wagen zweiter Klasse erhielten das Drehgestell SWP-71 von Schindler Waggon in Pratteln. Im Unterschied zum Schlieren-Drehgestell erlaubt eine Serienschaltung von Flexicoilfedern und Pendeln ein verschleissfreies Ausdrehen. Dieses Drehgestell wurde in der Folge auch bei einigen Speisewagen (EW I) untergesetzt.
In der zweiten Klasse wurde gegenüber dem EW I der Sitzabstand um 10 cm pro Abteil vergrössert (1750 statt 1650 mm); daraus resultierte auch eine Wagenlänge von 24,7 m für den B EW II (gegenüber 23,7 m beim B EW I). In der ersten Klasse blieben Sitzteiler (2060 mm) und Wagenlänge (23,7 m) gleich.
Die Sitze in der zweiten Klasse der EW II hatten von Werk aus bei den Raucherabteilen eine rote und bei den Nichtraucherabteilen eine grüne Polsterung mit Kunststoffüberzug. Später wurden die Sitze mit grau gemusterten Stoffen bezogen; die Kopflehnen sind grau (Wagen für den allgemeinen Einsatz, vor allem Fernverkehr) bzw. blau und rot (NPZ) gehalten. Die ursprüngliche Innenauskleidung aus Resopal wurde bei der R4 mit Asbestsanierung durch eine Kachelimitation ersetzt, die an Schwimmbäder erinnern könnte; die Stirnwände der Abteile wurden einfarbig rot oder blau, und in der Nähe der Einstiege wurden behindertengerechte Sitzbänke eingebaut, die hochgeklappt werden konnten. Dabei wurden auch die Gepäcknetze, die früher an den Sitzbänken befestigt waren, entfernt und durch eine durchgehende Gepäckablage über den Fenstern ersetzt. Des Weiteren wurden die ursprünglich eingebauten Achsgeneratoren durch Batterieladegeräte ersetzt.
Die gemischtklassigen Wagen (AB) wurden ab 1984 als NPZ-Zwischenwagen adaptiert und ab 1992 mittels Aussenschwingtüren für den kondukteurlosen (Kondukteur: schweizerdt. für Schaffner) Betrieb umgebaut. Später folgten dieselben Modifikationen auch an den BDt EW II.
Im Gegensatz zu der Serie Einheitswagen I wurden bei der EW-II-Serie auch Gepäckwagen und Postwagen (als Privatwagen bei den SBB eingestellt) gebaut. Fast alle EW II waren schon bei Ablieferung mit der Steuerleitung Vst III ausgerüstet, nur dreissig AB, vierzig D und dreissig Z (Paketpost) wurden ohne diese geliefert. Die AB wurden im Rahmen der NPZ-Adaptation nachgerüstet. Die schwere 42-polige Vielfachsteuerleitung wurde anfänglich auch in gezogenen Städteschnellzügen gekuppelt (wo auch Briefpostwagen mitliefen), um die Türschliessung und das Licht fernsteuern zu können. Die zwölfpolige UIC-Steuerleitung ermöglichte später dasselbe mit wesentlich weniger Aufwand.

### Stückzahlen der EW II
| Wagenklasse                      | Baujahr    | Wagenbezeichnung bei Ablieferung            | Anzahl bei Ablieferung |
| -------------------------------- | ---------- | ------------------------------------------- | ---------------------- |
| 1. Klasse                        | 1965–1971  | A 50 85 18-33 560–639                       | 80                     |
| 1. und 2. Klasse                 | 1968–1973  | AB 50 85 39-33 000–029/500–614              | 145                    |
| 2. Klasse                        | 1965–1974  | B 50 85 20-34 500–776                       | 277                    |
| Gepäckwagen                      | 1968–1975  | D 50 85 92-33 200–239/600-709               | 150                    |
| Paketpostwagen Briefpostwagen    | 1968–1970  | Z 51 85 00-30 541-570 Z 51 85 00-30 921-960 | 70                     |
| Gepäck-Steuerwagen mit 2. Klasse | 1976       | BDt 50 85 82-33 910–939                     | 30                     |
| Gepäck-Steuerwagen               | 1966–1971  | Dt 50 85 92-33 920–959                      | 40                     |
| (Privatbahnen)                   | 1968, 1970 | AB 401–403, 451, 481; B 584                 | 6                      |
| Total                            | 1965–1976  |                                             | 798                    |

Stand 1997
Per 2018 sind die Einheitswagen II im Gegensatz zu den Einheitswagen I fast vollständig ausrangiert worden. 12 EW in A, B und AB waren noch im Bestand der SBB, dazu kommen 9 Steuerwagen BDt.
Die AB wurden zu NPZ-Zwischenwagen AB 50 85 39-35 und vereinzelt ABR 50 85 84-35 umgebaut.
Als einzige Privatbahn beschaffte die EBT-Gruppe 1968–70 sechs EW II, neben einem B fünf AB mit nur zwei Abteilen erster Klasse, die später zu einem Gepäckabteil umgebaut wurden (BD). Die BD wurden im März 2003 und der B im März 2004 abgebrochen. 2006 kaufte die BLS von den SBB fünf Steuerwagen BDt EW II.

## Einsatz und Umbauten der EW I und EW II

### Einsatz

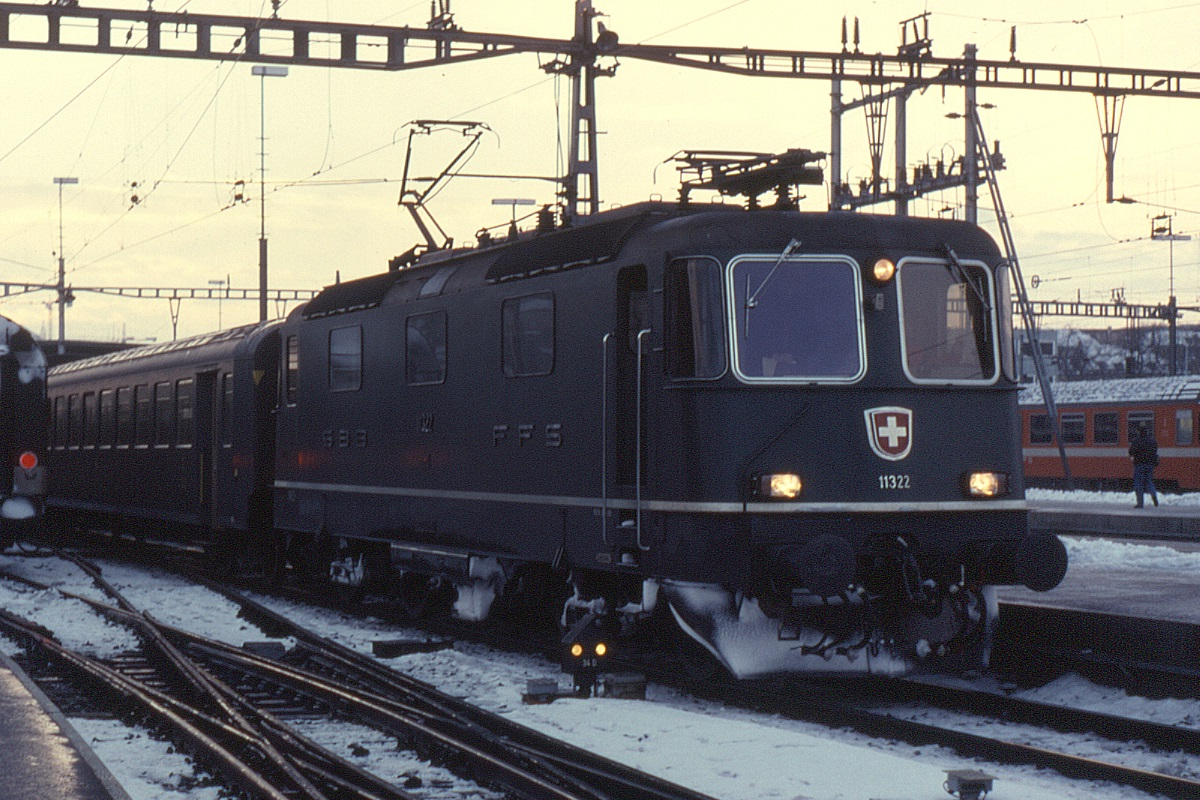
Die Einheitswagen I und II bildeten viele Jahre das Rückgrat des Schnellzugverkehrs der SBB. Als Lokomotiven wurden in der Regel Re 4/4 II eingesetzt. Im Bild ein abfahrbereiter Zug mit der Re 4/4 II 11322 und Einheitswagen I in Zürich HB (1991).

Nach dem Abliefern wurden die EW I und EW II in Städteschnellzügen eingesetzt, wo sie die Leichtstahlwagen ablösten und im übrigen Fernverkehr ergänzten. Anfänglich waren die Städteschnellzüge teilweise als Pendelzüge mit Re 4/4 I oder RBe 4/4 formiert, weshalb auch mehrere Speisewagen die Steuerleitung erhielten. Mit zunehmender Anzahl dominierten die EW I aber auch den Regionalverkehr, wo sie, zusammen mit vielen EW II nach dem Aufkommen der EW IV ihr Hauptbetätigungsfeld fanden. Daneben wurden die EW II zusammen mit einigen EW I bis nach der Jahrtausendwende auch in Schnellzügen bzw. InterRegio-Zügen eingesetzt.
Nicht selten wurden Züge aus pendelzugtauglichen Wagen ohne Steuerwagen gebildet, so dass der Lokomotivführer die Türen freigeben und schliessen konnte. Auch die Beleuchtungssteuerung funktionierte. Allerdings musste beim Umsetzen der Lokomotive das schwere 42-polige Vielfachsteuerungskabel abgekuppelt, mitgenommen und wieder gekuppelt werden. Mit der zwölfpoligen UIC-Steuerleitung, mit der die EW I und II ausgerüstet sind, können die Türen nicht verriegelt und seitenselektiv freigegeben werden, was den kondukteurlosen Betrieb unmöglich macht.
Bis 2014 wurden nicht für kondukteurlosen Betrieb umgebaute Einheitswagen I und II vor allem bei untergeordneten Schnellzügen und Entlastungszügen eingesetzt oder als Entlastungswagen bei Zügen mit grossem Andrang; die grünen Einheitswagen I mit Holzimitation und rot-grüner Bestuhlung im Inneren sind bald nach der EXPO 02 ausgemustert worden; ihre Verwertung durch Recyclingunternehmen dauerte bis 2006. Auch danach wurden weiterhin zahlreiche Wagen ausrangiert, und die Flotte verringerte sich über die kommenden Jahre schrittweise, da ihr Komfort (keine Klimaanlage, lärmintensiv) und ihre etwas geringe Höchstgeschwindigkeit von 140 km/h heutigen Ansprüchen nicht mehr genügen. Umgebaute Wagen mit aussenbündigen Türen dienten vorwiegend als Zwischenwagen in RBDe 560 (NPZ), RBe 540 und Pendelzügen mit Re 4/4 II. Durch den Ersatz der NPZ-Zwischenwagen durch neue, klimatisierte Niederflurwagen und die Stilllegung der RBe 540 auf Ende 2014 konnten diese Wagen seit 2015 nur noch in Pendelzügen mit Re 420 und den Zweifrequenz-RBDe 562 eingesetzt werden.
Die Zweifrequenz-NPZ wurden per Ende 2019 endgültig aus dem Verkehr gezogen, was die EW I und II in ihren letzten Betriebsjahren an die Re 420 band. Nebst dem gelegentlichen Einsatz dieser Wagen als Ersatzzüge wurde ein Pendel aus Re 420 + EW I/II zuletzt sogar noch im Frühling 2021 regelmässig an bestimmten Wochentagen in fixen Umläufen als InterCity 3 zwischen Zürich HB und Basel SBB eingesetzt. Am 1. April 2021 endete auch dieser Einsatz, und die erste und zweite Generation der Einheitswagen verschwanden nach rund 65 Jahren endgültig aus dem Personenverkehr der SBB. Weiterhin verwendet werden allerdings einige BDt EW II als Steuerwagen für Messzüge sowie auch die St EW II (siehe Jail Train).

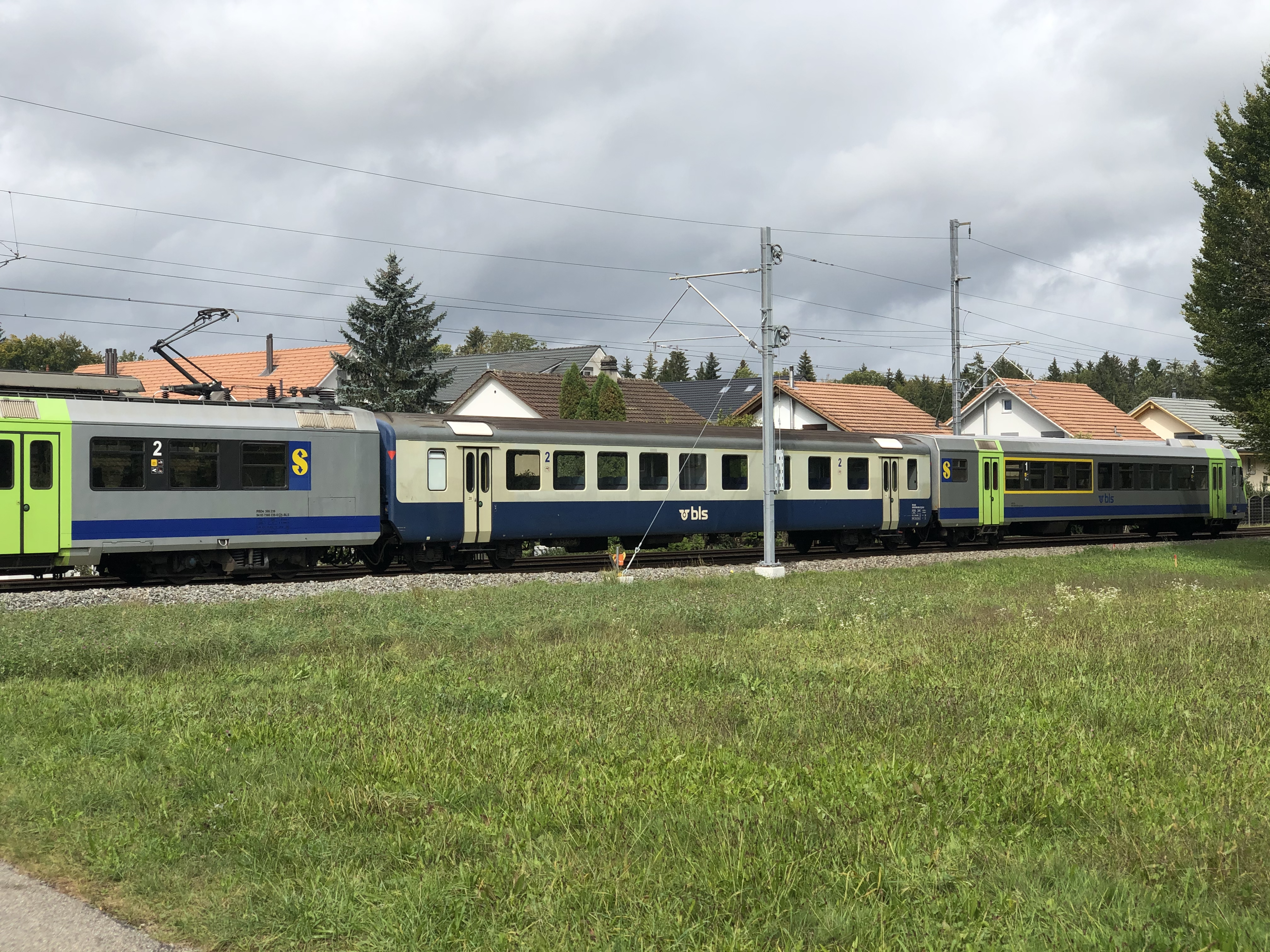
Ein deklassierter BLS EW I als Zwischenwagen in einer NPZ-Komposition

Bei der BLS wurden die Einheitswagen I und II zuletzt ebenfalls nur noch in Ersatz- oder Entlastungszügen eingesetzt. 2015 konnten auf dem RE Bern–Neuchâtel noch ab und zu Pendelzüge aus Re 420.5 + EW I und einem von den SBB übernommenen Bt EW II beobachtet werden. Mit der steigenden Verfügbarkeit von Fahrzeugen der neueren Generation wurden diese Einsätze endgültig beendet. Im September 2020 wurde von der BLS für kurze Zeit ein deklassierter AB EW I als Zwischenwagen in einem RBDe 566 auf der Strecke zwischen Burgdorf und Solothurn eingesetzt.
Die letzten Überreste der BLS-Einheitswagen sind noch bis zur vollständigen Inbetriebnahme der neuen Stadler Flirt ("MIKA") in Form der Jumbo-Mittelwagen im Regelbetrieb anzutreffen. Für Charterzüge bietet die BLS weiterhin vier EW I A an.

### NPZ-Umbau (und für kondukteurlosen Betrieb)

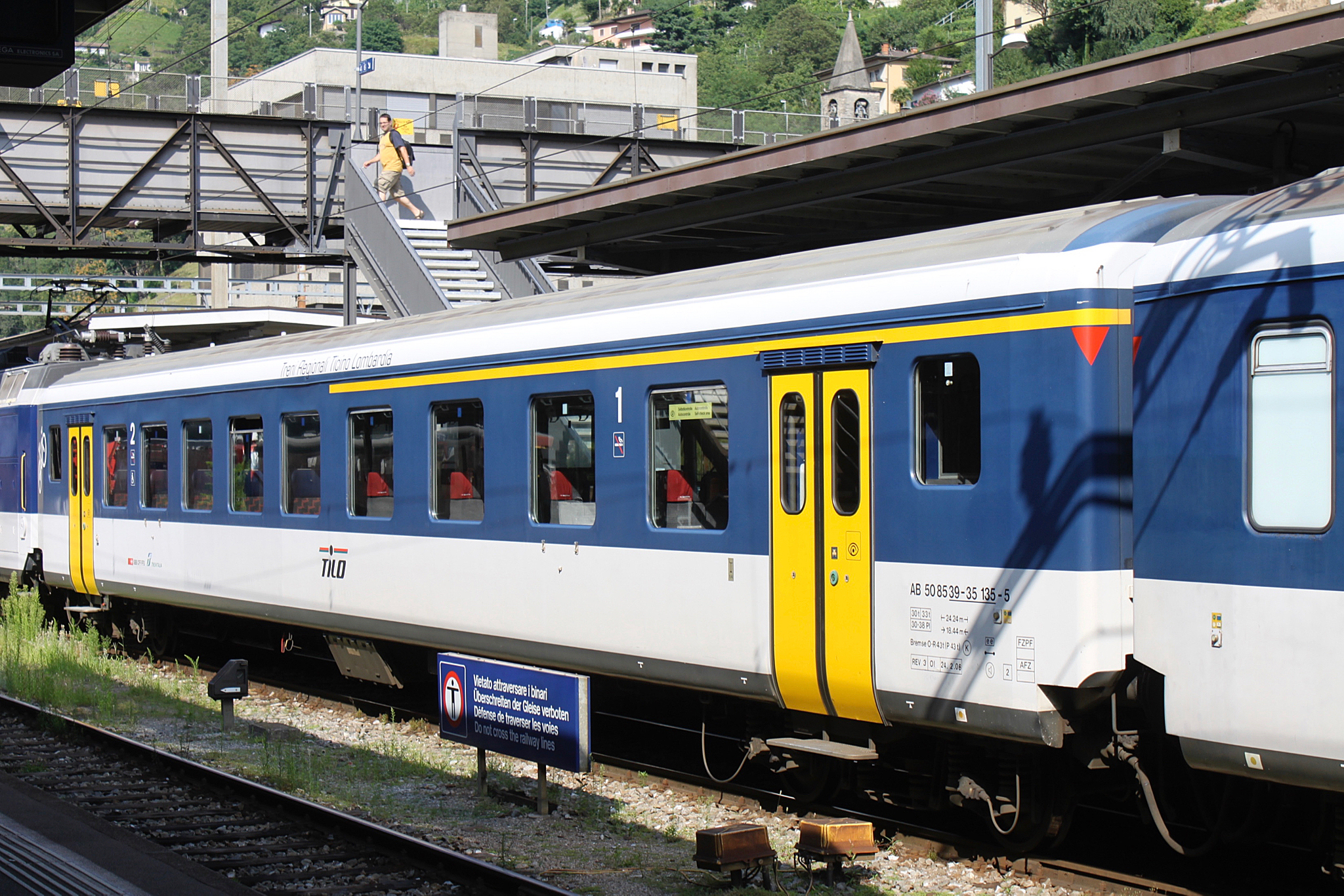
Umgebauter Erst-/Zweitklass-Einheitswagen II in einem NPZ.

Über 360 Einheitswagen I wie auch 144 Einheitswagen II wurden ab 1984 für die Neuen Pendelzüge (NPZ) umgebaut. Sie bekamen eine Lackierung nach dem NPZ-Schema (weiss-blau mit gelben Türen), entsprechende Sitzpolsterung und eine neue Inneneinrichtung (rote Wände bei Raucher-, blaue bei Nichtraucherabteilen). Automatische Türen für den kondukteurlosen Betrieb wurden in einem zweiten Schritt ab 1992 eingebaut. Diese Wagen werden im Regionalverkehr sowohl als NPZ wie auch mit dem ebenfalls umgebauten Triebwagen SBB RBe 540 oder mit Re 4/4 II eingesetzt. Dazu wurden auch alle Steuerwagen mit Personenabteilen der Einheitstypen I und II entsprechend umgebaut. Total wurden 609 Wagen EW I und EW II (Stand 1997) umgebaut. Aus sechs AB EW II klb Wagen entstanden Mitte der 90er Jahre sechs Versuchswagen mit Bistroabteil (ABR 000 - 005), genannt „Kolibri Bar“, später „Bistrotime“. Die Wagen wurden im 2. Klasse-Bereich in den vordersten drei Abteilen umgebaut und erhielten Stehtische sowie Selecta Getränke/Speisen- und Kaffee-Automaten. Die Wagen wurden im Raum Neuchâtel, Basel und Olten versuchsweise eingesetzt, bewährten sich jedoch nicht.
Die gleichen Umbauten wie die SBB nahmen auch verschiedene schweizerische Privatbahnen an ihren EW I und den dazugehörigen Triebwagen vor. Beim Einbau von Aussenschwingtüren leistete die BLS Pionierarbeit (1990).

## Einheitswagen III

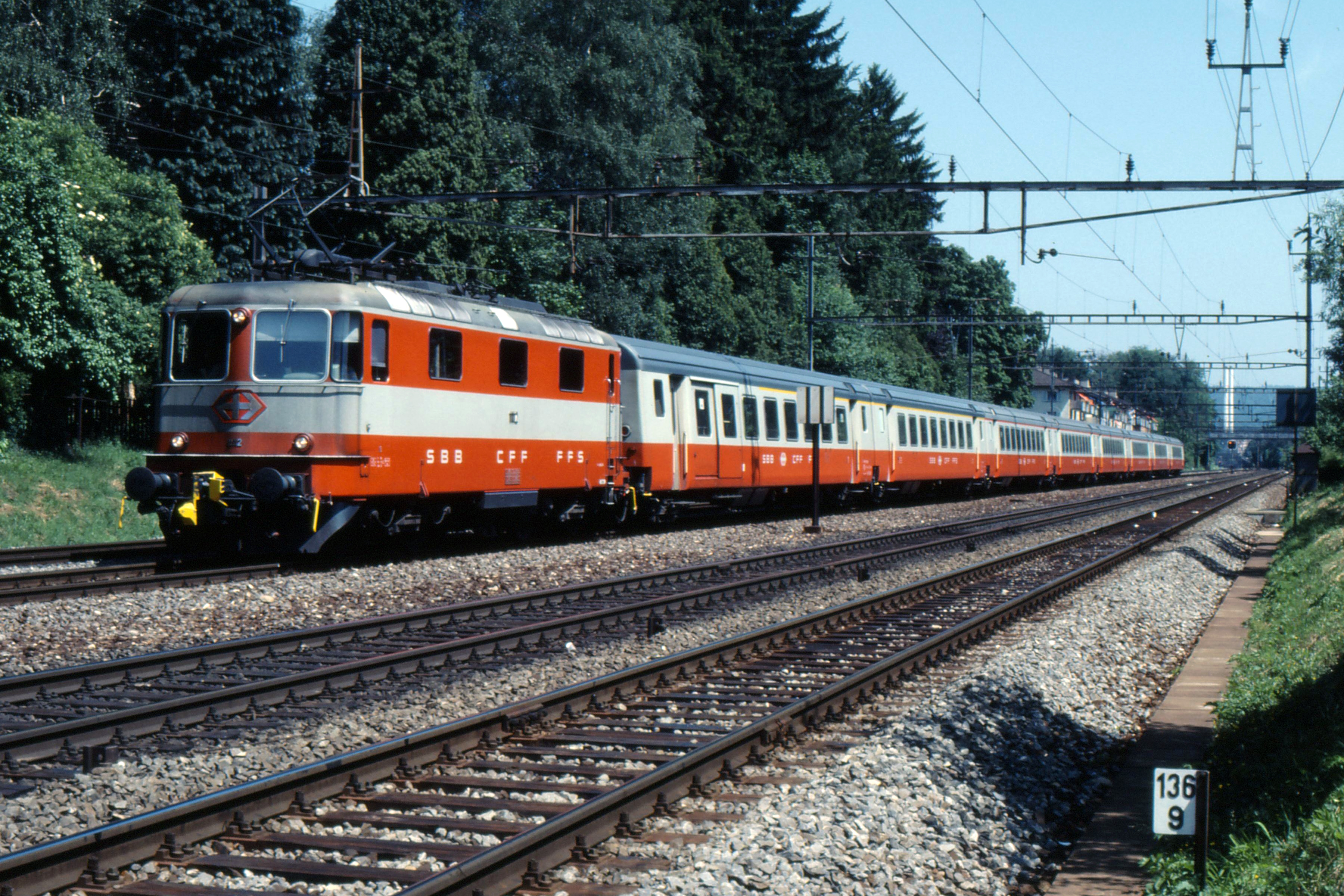
Einheitswagen III der Bauart Swiss Express bei Winterthur, 1984

Die Einheitswagen III wurden 1972 bis 1975 gebaut. Die steingrau/hellrot lackierten Wagen liefen ab 1975 als Städteschnellzüge und 1982 bis 1986 als InterCity unter dem Projektnamen Swiss Express auf der Strecke St. Gallen–Genève. Ihre Höchstgeschwindigkeit beträgt 140 km/h, und sie waren konstruktiv für den Einsatz von Neigetechnik vorbereitet, die Seitenwände sind dafür auch nach oben hin einwärts geneigt gebaut worden. Sie waren die erste grössere Serie klimatisierter Wagen in der Schweiz (bis dahin nur TEE-Züge und WRm UIC). Die Wagen hatten einheitlich eine Länge über Kupplung von 24,6 m bei einem Drehzapfenabstand von 23,3 m.
Die 29 bis 30 Tonnen schweren Wagen erwiesen sich trotz dieser modernen Merkmale im täglichen Einsatz jedoch als nicht zufriedenstellend. Insbesondere neigte der Aluminiumkasten bei hohen Geschwindigkeiten zu Vibrationen, die für die Fahrgäste recht unangenehm waren. Trotzdem erreichten die Sitzwagen eine Einsatzzeit von 46 bis 49 Jahren.
Die Neigetechnik-Ausrüstung wurde lediglich für Versuche in wenige Wagen eingebaut. Die generelle Einführung unterblieb wegen der hohen Kosten, aber auch wegen der zu geringen Einsparung an der Gesamtfahrzeit infolge der damals nicht allzu hohen gefahrenen Durchschnittsgeschwindigkeiten. Die EW III liessen sich wegen der Zentralkupplung und den Tunnelübergängen nicht mit dem übrigen SBB-Wagenmaterial kombinieren. 1982–1985 gingen drei Wagen durch Unfälle und Brand verloren.
Sieben B-Wagen wurden 1986–1987 zu Steuerwagen, ein A-Wagen zu einem weiteren Endwagen umgebaut. Steuer- und Endwagen erhielten dabei normale Schraubenkupplungen. Eingebaut ist eine Kombination der Vielfachsteuerung IIId und V/Va. So umgebaut kamen die Wagen zuerst als Pendelzüge mit acht bis neun Wagen auf den Linien Zürich–Luzern und später auch von Luzern nach Langnau–Bern–Fribourg/Freiburg–Lausanne–Genève und Basel zum Einsatz.
Die Klimaanlage wurde nach jahrelanger einwandfreier Funktion zu einem Problem. Grund war ein Fehler in der Vorgabe für die Wartung. Scheinbar wartungsfreie Bauteile hätten im Verlaufe der Zeit ausgetauscht werden sollen (Luftfilter). Bei den verbleibenden Sitzwagen und Halbgepäckwagen wurden ab 1995 neue Klimaanlagen eingebaut.
Die sechs Speisewagen wurden 1985 mit normalen Wagenübergängen und Schraubenkupplungen versehen, um mit beliebigen anderen Wagen gekuppelt im InterCity-Verkehr eingesetzt werden zu können. Zunächst waren sie wie die EW-IV-Speisewagen rot-grau lackiert. 1992 wurden die Innenräume modernisiert und die Küchen vergrössert, die Wagen wurden danach von der Buffet Suisse SA betrieben und erhielten die Farbgebung dieses Unternehmens (violett/hellgrau mit rosa Schrägband). 1997 ging die Bedienung der vier Wagen 000 bis 003 auf die Mitropa Suisse über, das Schrägband wurde weiss und Mitropa-Logos angebracht, die 2002 (Übergang der Bewirtschaftung auf Passaggio Rail) wieder entfernt wurden. Bei den anderen beiden Wagen (004 und 005) wurde anstelle des Logos «Le Buffet Suisse» ein Restaurant-Schriftzug angebracht. Die Speisewagen wurden zwischen 2002 und 2004 ausrangiert.
Insgesamt sechs Wagen (4 A und 2 B) wurden zu Ausstellungswagen umgebaut und ab 1987 unter anderem als grüner Ausstellungszug für Bahn 2000 und die Neue Eisenbahn-Alpentransversale eingesetzt.

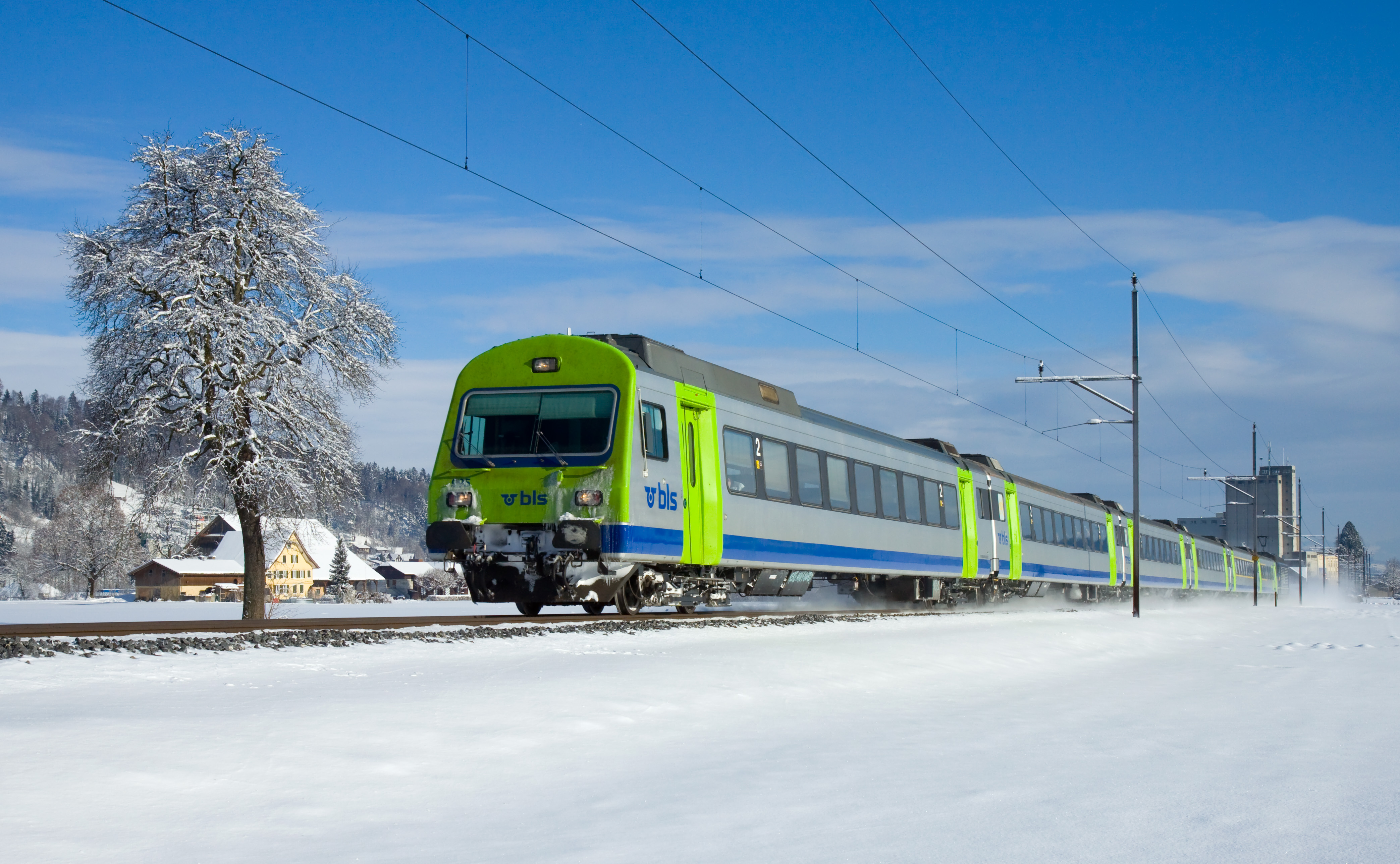
EW-III-Garnitur der BLS bei Malters (2010)

Es wurden insgesamt 72 Wagen gebaut. Die verbliebenen 57 Wagen wurden per Fahrplanwechsel 2004 an die BLS Lötschbergbahn verkauft und danach im Innenraum modernisiert. Die BLS liess noch je zwei A-Wagen zu Zweitklass-Steuerwagen und zu Endwagen umbauen. Somit existierten insgesamt neun sechsteilige Pendelzüge. Ausserdem wurden 3 A als B eingerichtet (2+2 Bestuhlung statt 2+1, aber der Sitzabstand wurde beibehalten). Bis Dezember 2004 waren alle Wagen in den neuen BLS-Farben lackiert worden, anschliessend wurden sie im RegioExpress-Verkehr Bern–Langnau–Luzern und Bern–Neuchâtel (sowie vorübergehend Dezember 2007 bis Dezember 2008 Bern–Brig) eingesetzt. Im Gegenzug kauften die SBB die Einheitswagen IV der BLS. Von 2004 bis 2010 trugen die Wagen BLS-UIC-Nummern (50 63 …), seither tragen sie TSI-Nummern mit dem Landescode 85; die nicht umgebauten Fahrzeuge haben dabei wieder ihre alten Nummern erhalten. Ab Dezember 2015 wurden die Einsätze nach Luzern reduziert (ersetzt durch RABe 535), seit Dezember 2016 verkehren nur noch RABe 535 zwischen Luzern, Langnau und Bern. Die RE (später als InterRegio 66 bezeichnet) wurden von Neuchâtel bis La Chaux-de-Fonds verlängert und bei drei Zügen für die RE Interlaken–Zweisimmen ein B gegen einen A getauscht. Dafür wurde der B 032 wieder als 1.-Klasse-Wagen beschriftet.
Ab Mai 2021 wurden die lokbespannten Züge mit EW III auf dem IR 66 durch neue Fahrzeuge des Typs RABe 528 ("MIKA") abgelöst. Der letzte Einsatz war Ende 2021, vier Wagen wurden an SBB Historic zur Erhaltung abgegeben (AD 81-34 001, A 18-34 021, B 29-34 014, Bt 80-35 996).

### Stückzahlen EW III
| Wagenklasse                     | Baujahr   | Wagenbezeichnung        | Anzahl bei Ablieferung | Anzahl bei Verkauf | Anzahl bei BLS |
| ------------------------------- | --------- | ----------------------- | ---------------------- | ------------------ | -------------- |
| 1. Klasse                       | 1972–1975 | A 50 85 18-34 000–024   | 25                     | 18                 | 11             |
| 2. Klasse                       | 1972–1975 | B 50 85 29-34 000–035   | 35                     | 25                 | 25             |
| 2. Klasse (ex A)                | 1975      | B 50 85 28-34 030–032   | ——                     | 0                  | 3              |
| 1. Klasse mit Gepäck (Endwagen) | 1975      | AD 50 85 81-34 000–006  | 6                      | 7                  | 7              |
| 1. und 2. Klasse (Endwagen)     | 1975      | ABS 50 85 82-34 007–008 | ——                     | 0                  | 2              |
| Speisewagen                     | 1973–1975 | WR 50 85 88-34 000–005  | 6                      | 0                  | ——             |
| Steuerwagen (1986–1987 ex B)    | (1975)    | Bt 50 85 29-34 990–996  | 0                      | 7                  | 7              |
| Steuerwagen (2005–2006 ex A)    | (1975)    | Bt 50 85 28-34 997–998  | ——                     | 0                  | 2              |
| Total                           | 1972–1975 |                         | 72                     | 57                 | 57             |

## Einheitswagen IV

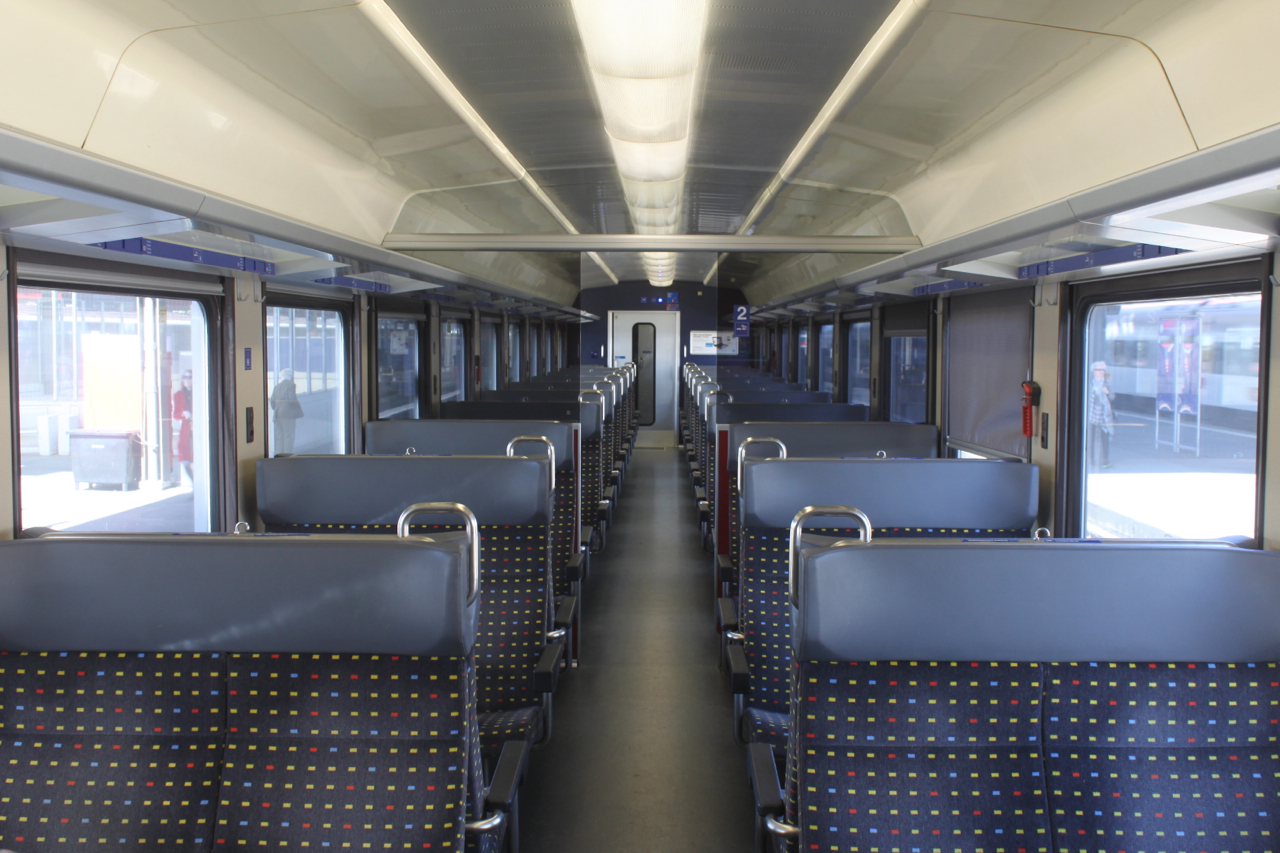
Inneneinrichtung eines modernisierten Einheitswagen IV, 2. Klasse…

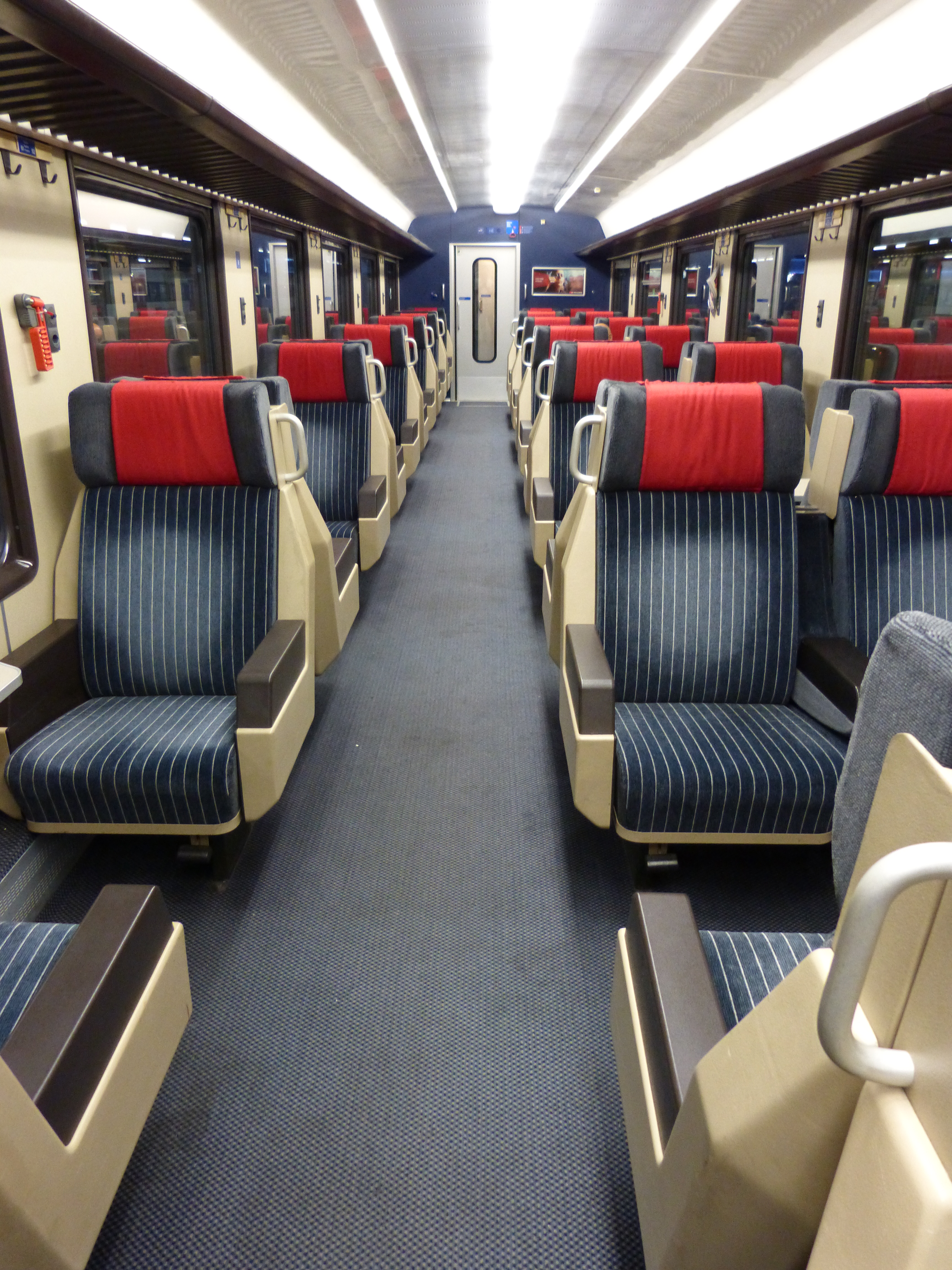
… und 1. Klasse

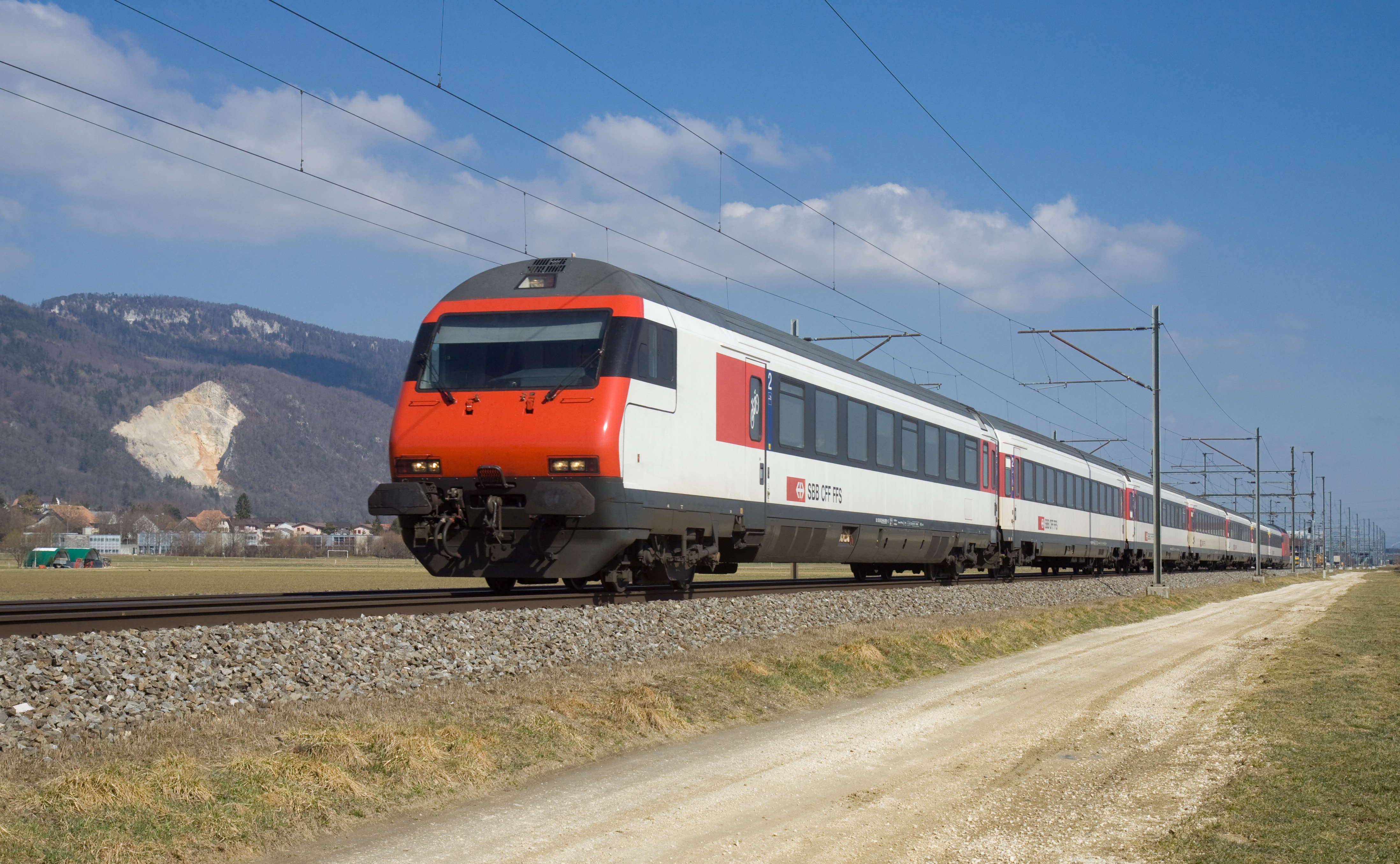
Pendelzug bestehend aus Re 460, modernisierten EW IV und IC Bt-Steuerwagen

Nach den eher durchwachsenen Erfahrungen mit den Einheitswagen III entwickelte die Waggon-Industrie zusammen mit den SBB die neuen Einheitswagen IV, die grün-steingrau lackiert wurden. Sie weisen Baumerkmale sowohl der Corail-Wagen der SNCF als auch der Eurofima-Wagen auf, den auch die SBB beschafft hatten.
1981 wurden 40 der klimatisierten Einheitswagen IV der ersten Klasse abgeliefert. Diese weisen wie das SNCF-Pendant zehn Fenster zwischen den analog zu den Corail-Wagen zur Wagenmitte versetzten Schwenkschiebetüren auf. 1983 kamen Zweitklasswagen (die elf Fenster zwischen den Einstiegen – entsprechend elf fiktiven Abteilen – besitzen) und Speisewagen dazu.
Diese Wagen haben ein Gewicht von 40–43 Tonnen und eine Länge von 26,4 Metern. Der Rohbau des Wagenkastens wiegt 10,6 t, der Wagenkasten mit Inneneinrichtung vor dem Aufsetzen auf die Drehgestelle 27,1 t. Alleine die Aussenlackierung mitsamt Spachtelmasse wiegt über 100 kg. Die EW IV sind mit einer Antidröhnmasse isoliert, um Geräuschabstrahlungen durch Schwingungen des Wagenkastens zu verringern. Einige EW IV bekamen bei der Auslieferung eine an der Inneneinrichtung von Flugzeugen oder Omnibussen angelehnte Reihenbestuhlung. Diese wurde teilweise, da sie beim Reisepublikum nicht beliebt war, in eine Vierer-vis-à-vis-Bestuhlung umgebaut; 19 A- und 34 B-Wagen verfügen jedoch nach wie vor über eine flugzeugähnliche Sitzlandschaft.
Es wurden keine Gepäckwagen der EW IV-Bauart konstruiert. Die EW IV-Züge fuhren daher mit Gepäckwagen der Serie EW II. Diese wurden für diesen Zweck umlackiert, so dass sie der Farbgebung der EW IV entsprechen.
Da sich die Gepäckwagen der EW II unter anderem wegen ihrer Höchstgeschwindigkeit von 140 km/h dazu nicht weiter eigneten, mussten die SBB eine andere Lösung suchen und kauften daher 40 gebrauchte MC76-Gepäckwagen des Corail-Typs von der SNCF, welche äusserlich den EW IV ähnelten. Allerdings hatten sie Drehfalttüren und nicht Schwenkschiebetüren, ausserdem konnten sie nicht für 200 km/h hergerichtet werden.
Die Einheitswagen IV waren ursprünglich für InterCity-Züge vorgesehen. Mit zunehmendem Bestand und nachdem EC-Wagen, IC 2000 und ICN für die IC zur Verfügung standen, wurden sie auch in anderen Diensten eingesetzt. Heute findet man diese ausser in den IC auch in InterRegio-Zügen. Die Einheitswagen IV haben dabei die älteren Einheitswagen ersetzt, welche per 2021 ausser Dienst gestellt wurden.
Insgesamt wurden 540 EW IV gebaut, davon 496 für die SBB. Weitere 32 Wagen (12 A und 20 B) wurden zwischen 1985 und 1991 durch die Bern-Lötschberg-Simplon-Bahn beschafft. In den Jahren 1990/1991 beschaffte die Bodensee-Toggenburg-Bahn (BT) acht Wagen (2 A und 6 B) und die ehemalige Schweizerische Südostbahn (SOB) vier Wagen (1 A und 3 B) für den Voralpen-Express. 1999 verkaufte die BT drei Wagen an die BLS, die übrigen fünf BT-Wagen und die vier SOB-Wagen wurden von den SBB übernommen. Als Folge einer Vereinbarung betreffend den Personenverkehr zwischen SBB und BLS wurden per Dezember 2004 auch die letzten 35 «privaten» EW IV durch die SBB übernommen. Inzwischen gibt es aber bereits wieder private EW IV, da die vier Prototyp-Speisewagen von 1983 durch die SBB im März und April 2006 ausrangiert und verkauft wurden und zwei davon aktuell (Stand 2023) als Privatwagen betrieben werden. Der WRm 88-73 002, heute 88-94 202, wird durch die Firma Swiss Rail Car Management GmbH, der WRm 88-73 003, heute 88-94 003 durch die Firma Prestige Continental Express SA (Betreiber von Luxuswagen ähnlich Orient-Express) betrieben.
Der Prototyp-Speisewagen WR 88-94 001 brannte am 28. März 2011 teilweise aus und wurde anschliessend verschrottet.
Der Einheitswagen IV ist die letzte Einheitswagen-Bauart. Anschliessend kamen im SBB-Wagenpark noch die Eurocity-Wagen, die Zürcher S-Bahn- und die IC2000-Doppelstockwagen dazu (abgesehen von den verschiedenen Triebzügen).
Am 15. November 2021 begann die SBB auf der Plattform sbbresale.ch mit dem Verkauf einer Auswahl an EW IV zum Verkaufspreis von CHF 10'000 pro Wagen. Auch wurden die ersten AS-Wagen aufgrund des schlechten Zustandes verschrottet. Auf den Fahrplanwechsel Ende 2024 wurden alle AS aus dem kommerziellen Einsatz zurückgezogen. Die damalige Revision während des Umbaus von A zu AS im DB-Werk Neumüster war qualitativ nicht hochstehend, so dass die Wagen nach rund 20 Jahren in einem schlechten Zustand sind, der einen Einsatz nicht mehr zulässt.

### Einsatz
Im Fahrplan sind sie als InterCity oder als InterRegio auf folgenden Linien regelmässig im Einsatz (Stand 2022):
- 6 Basel SBB – Bern – Brig (teilweise)
- 61 Basel SBB – Bern – Interlaken Ost (teilweise)
- 16 Bern – Olten – Brugg AG – Zürich HB (teilweise)
- 36 Basel SBB – Brugg AG – Zürich HB (– Zürich Flughafen) (teilweise)
- 37 Basel SBB – Aarau – Zürich HB
- 75 Luzern – Zürich HB – Konstanz (teilweise)
- 90 Genève-Aéroport – Lausanne – Brig (teilweise)

### Modernisierungen
Zwischen 1995 und 1998 wurden 300 Einheitswagen IV pendelzugfähig gemacht. Die neu beschafften Steuerwagen Bt IC wurden auf der Basis der SBB-EuroCity-Wagen Apm und Bpm (mit identischem Wagenkasten für beide Wagenklassen) konstruiert. Sie haben dementsprechend die Fensterkante weiter oben als die EW IV, einen grösseren Sitzabstand, die Türe ganz am Wagenende und sind seit Beginn für 200 km/h zugelassen. Sie erhielten den Führerstand der SBB Re 460 «Lok 2000» und besitzen acht Sitzplatzabteile in einem Grossraum. Im Unterschied zu den EW IV und den EC-Wagen erhielten sie ab Werk ein geschlossenes Toilettensystem.
Für die anstehende Hauptrevision (R4) der EW IV wurde im Jahr 2000 ein umfassendes Modernisierungsprogramm erarbeitet und Ende des Jahres mit ersten Revisions-Prototypen vorgestellt. Das geplante Programm umfasste die optische Erneuerung mittels einer neuen weiss-rot-schwarzen Lackierung und einer neuen Inneneinrichtung, deren Farben Feng-Shui-Konzepten entsprechen. Technisch im Vordergrund stand die Ertüchtigung für eine Höchstgeschwindigkeit von 200 km/h (vorher 160 km/h) für die im Dezember 2004 eröffnete Neubaustrecke Mattstetten–Rothrist. Die Toiletten erhielten eine Vakuumeinrichtung, da offene Systeme (Fallrohrtoiletten) auf der NBS behördlich verboten sind.
Das ambitiöse Programm wurde im Laufe der Zeit mehrfach überarbeitet, da weder genügend Mittel zur Verfügung standen noch das Industriewerk Olten über die notwendigen Kapazitäten verfügte. Anfang 2005 wurde das Programm abgebrochen. Im Jahr 2005 wurden 35 A EW IV im DB-Betriebswerk Neumünster revidiert, wobei ein Serviceabteil eingebaut wurde und die Wagen neu als AS bezeichnet wurden. Dabei wurde auch die Übergangseinrichtung auf der Seite des Serviceabteils entfernt. Im Rahmen einer reduzierten Modernisierung wurden alle weiteren 208 EW IV (A und B) pendelzugfähig gemacht.
| Wagentyp | Anzahl V200 | Anzahl V160 | Total |
| -------- | ----------- | ----------- | ----- |
| A        | 78          | 106         | 184   |
| AS       | 35          | 0           | 35    |
| B        | 184         | 105         | 289   |
| EW IV    | 297         | 211         | 508   |

Anfang 2007 umfasste die EW-IV-Flotte der SBB noch 530 Wagen (plus die zwei abgestellten Coop-Wagen), davon 508 A- und B-Wagen mit unterschiedlichem Ausbaustand. Künftig werden diese zwei Teilflotten bilden, wobei die Wagen innerhalb einer Teilflotte jeweils denselben Ausbaustand aufweisen sollen. Die V200-Flotte umfasst 297 EW IV, die bereits umfassend modernisiert wurden und für die NBS geeignet sind. Ein Paket von Sofortmassnahmen, das bis Ende 2007 umgesetzt wird, dient der Zulassung für den Betrieb im Lötschberg-Basistunnel (LBT) ab Fahrplanwechsel.
Die V160-Flotte wird 211 EW IV umfassen, von welchen 140 Wagen (53 A und 87 B) bereits teilmodernisiert sind, aber nicht für 200 km/h ertüchtigt werden. Weitere 71 Wagen (53 A und 18 B) weisen noch den ursprünglichen Zustand auf und werden mittelfristig im Rahmen ihrer regulären Revision auf einen einheitlichen Stand mit der übrigen V160-Flotte gebracht.

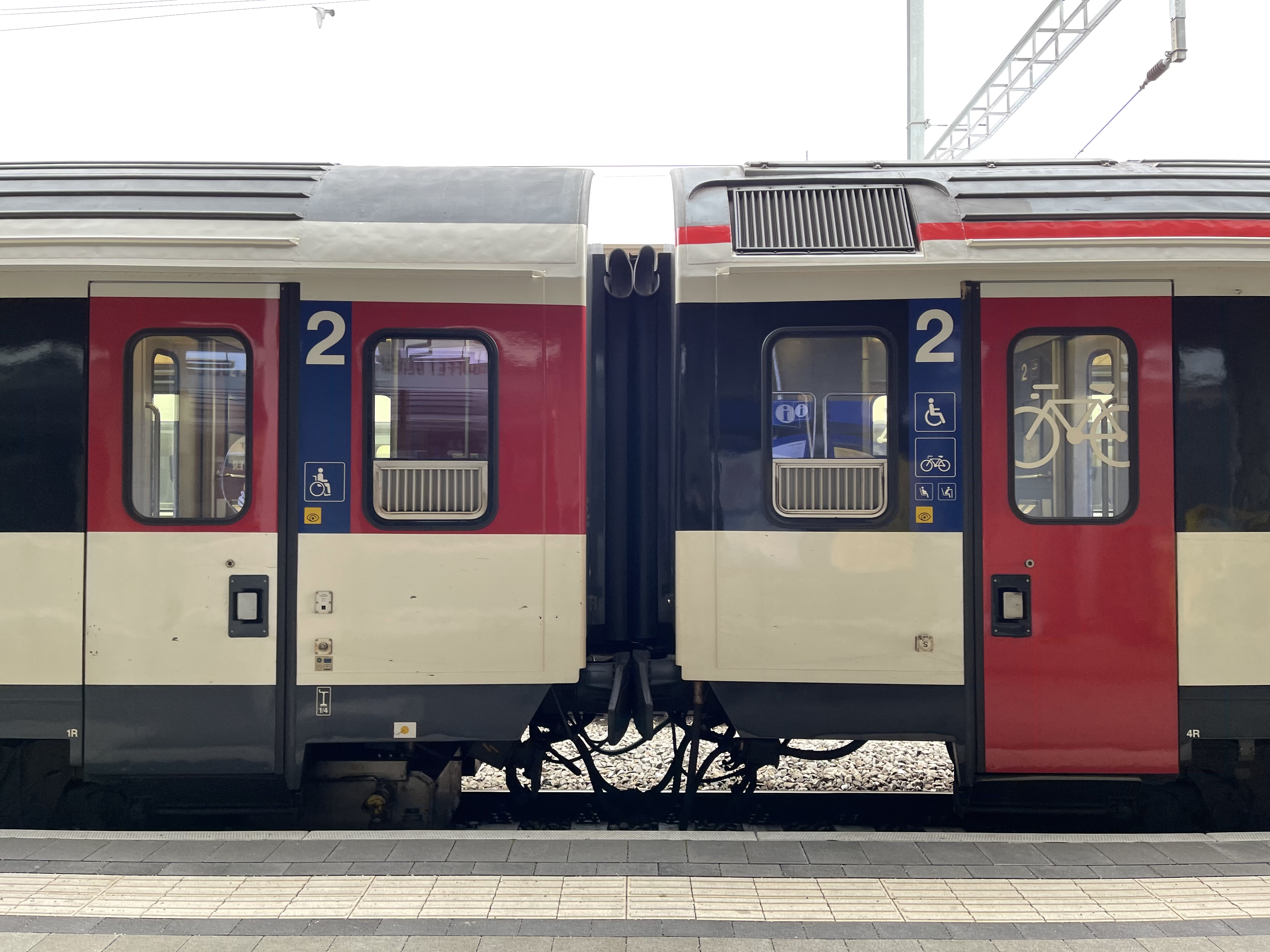
Vergleich der bisherigen (links) und neuen Lackierung (rechts) an den Wagenenden

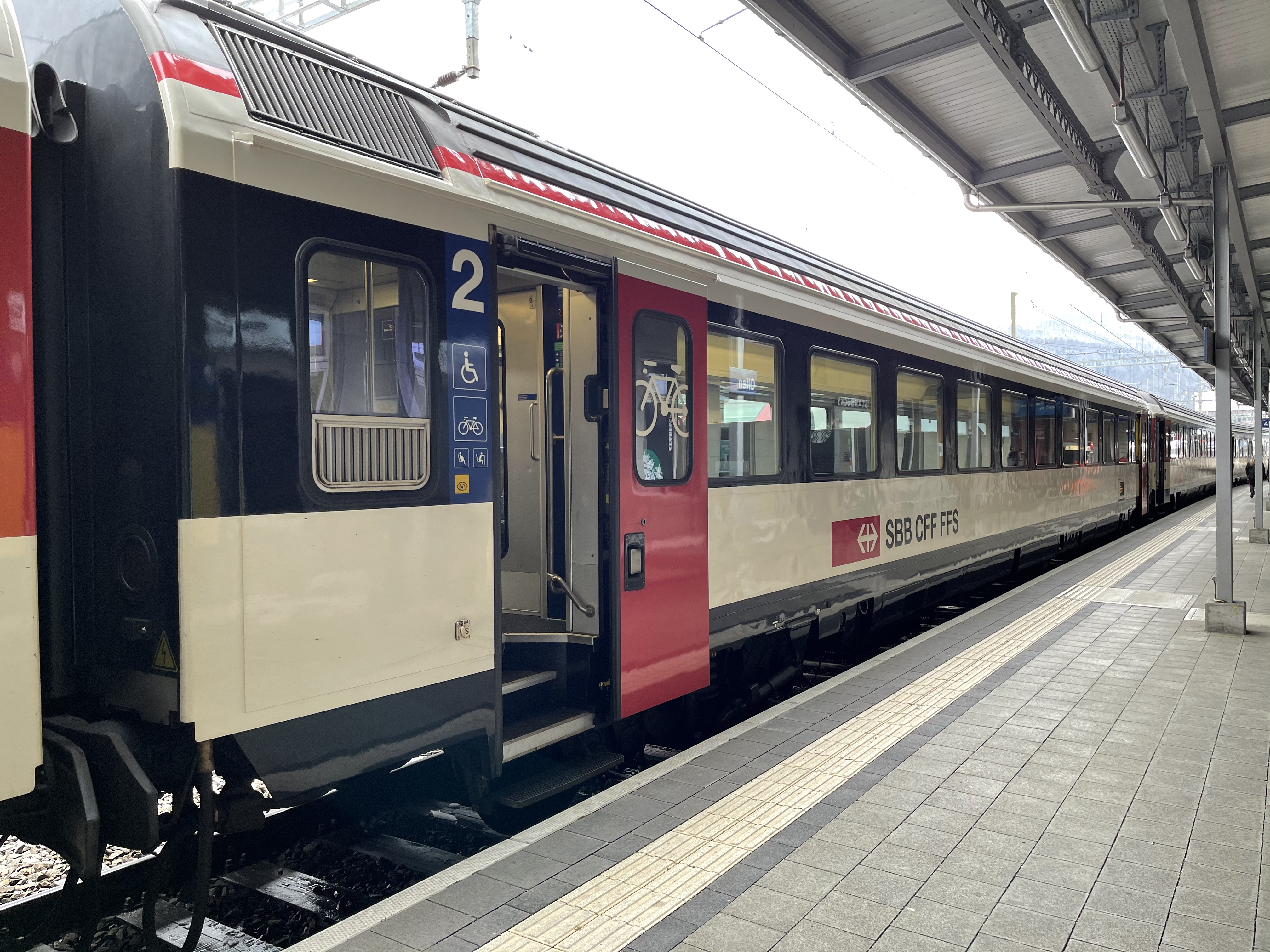
Ein EW IV in der neuen Lackierung in Olten

Seit 2021 erhalten die EW IV ein neues Farbkleid, das am ehesten durch die Türen in RAL 3000 (Feuerrot) auffällt. Damit werden Vorschriften des Behindertengleichstellungsgesetzes betreffend Sichtbarkeit und Kontrast der Türbereiche umgesetzt. Ausserdem wird die seitliche Unterbodenverkleidung, die bisher grau war, sowie auch das Fensterband an den Wagenenden (vorher rot) neu schwarz lackiert, um damit dem Design der Neubaufahrzeuge zu entsprechen. Auch die bislang grauen Enden werden mit demselben Schwarz versehen. Abschliessend ziert eine neue, durchgehende rote Längslinie den Übergang von der Seitenwand zum Dach.
Gleichzeitig, aber unabhängig vom oben genannten Neulackierungs-Programm werden auch die Türen umgebaut. Diese werden vom alten pneumatischen Antrieb auf elektrischen Antrieb umgebaut.

### Stückzahlen der EW IV
| Wagenklasse                                  | Baujahr   | Wagenbezeichnung                                 | Anzahl gebaut | Anmerkungen                                 |
| -------------------------------------------- | --------- | ------------------------------------------------ | ------------- | ------------------------------------------- |
| 1. Klasse                                    | 1981–1992 | A 50 85 10-73* 000–219                           | 220           | 35 A umgebaut zu AS 50 85 81-95 001–035     |
| 2. Klasse                                    | 1983–1990 | B 50 85 21-73* 000–292                           | 293           |                                             |
| Speisewagen                                  | 1983      | WR 50 85 88-73 000–003+                          | 4             | abgebrochen/verkauft (001)                  |
| Speisewagen (Catering)                       | 1986      | WR 50 85 88-73* 100–116+ WRm 61 85 88-94 200–201 | 19            |                                             |
| McDonalds-Wagen (später Coop-Rail)           | 1990      | WR 50 85 88-73 S 50 85 89-75 750–751             | 2             | ausrangiert/verkauft                        |
| Salonwagen (RIC-fähig)†                      | 1987      | Salon 61 85 89-90 100–101                        | 2             |                                             |
| Umbauwagen EW IV                             |           |                                                  |               |                                             |
| «Papstwagen»‡ (B-Wagenkasten 114)            | (1984)    | Salon 50 85 89-73* 000                           | (1)           | Mai 2024 wegen Korrosionsschäden abgestellt |
| Messwagen (B-Wagenkasten 199, vmax 250 km/h) | (1986)    | X 60 85 99-90 108                                | (1)           |                                             |
| Artverwandte Wagen im Einsatz mit EW IV      |           |                                                  |               |                                             |
| Gepäckwagen (von SNCF)                       | (1978)    | D 50 85 92-75 300–339                            | 40            |                                             |
| Steuerwagen (Typ IC)                         | 1996–2004 | Bt 50 85 28-94 900–989                           | 90            |                                             |

* Nach dem Umbau in Pendelzugwagen haben sie die Bezeichnung -75 statt -73. Für 200 km/h geeignete Pendelzug-Wagen erhalten die Bezeichnung -95. Die Laufnummern blieben jeweils gleich.

+ Alle Speisewagen wurden für Auslandseinsätze umgerüstet und zu 61 85 88-94 umgezeichnet. Sie waren danach vorübergehend nicht mehr pendelzugfähig.

† Heute mit «le salon de luxe» beschriftet.

‡ Geplant als 21-73 114. Zum Gotthardbahnjubiläum 2007 in «PanGottardo»-Wagen umgebaut. Heute mit «le salon liberté» beschriftet.

Stand. 2011

## Einheitswagen V

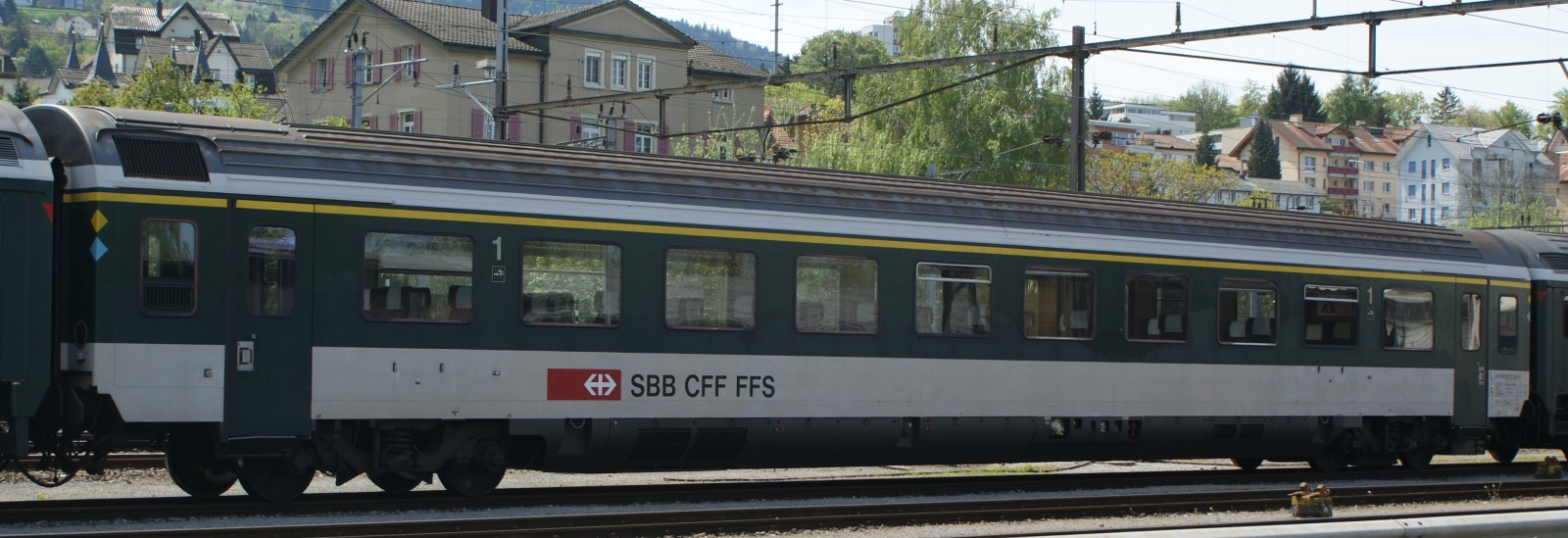
Unterbodenverschalung; das Einzige, was vom EW V übrig blieb

Im Hinblick auf Bahn 2000 sollte neues Rollmaterial entwickelt werden, das für höhere Geschwindigkeiten geeignet ist. Vereinzelt tauchte für dieses Projekt der Name Einheitswagen V auf. Die offizielle Bezeichnung lautete aber Reisewagen 2000. Geplant war ein druckdichtes, einstöckiges Fahrzeug von 26,8 m Länge. In einer ersten Tranche sollten 15 Wagen bestellt werden: 2 ADtm, 2 Avm, 3 Apm, 6 Bpm und 2 Bm (Familienwagen), im Endzustand sollten 1620 Wagen vorhanden sein. In der laufenden Lieferung von Einheitswagen IV wurden zwei Elemente getestet: die A 153 und 154 erhielten eine vollständigere Verschalung der Apparate unter dem Wagenboden, und die A 155–158 erhielten druckdichte Wagenübergänge von SIG (die später gegen normale Gummiwulstübergänge getauscht wurden).
Die Offerten der Industrie zeigten aber zu hohe Sitzplatzkosten und eine Bestellung unterblieb. Stattdessen bestellten die SBB mit Verwaltungsratsentscheid vom 24. November 1993 doppelstöckige Wagen des Typs IC2000, die ebenfalls 26,8 m lang wurden und ab 1996 in Betrieb gingen. Die geplante Kopfform des Steuerwagens wurde für den ab 1996 gelieferten Bt IC, der aus dem EC-Wagen abgeleitet ist, übernommen.

## Erhaltene Fahrzeuge
Mehrere Einheitswagen wurden und werden durch verschiedene Parteien (teils betriebsfähig) als historische Fahrzeuge erhalten. Es folgt eine Auswahl an erhaltenen Fahrzeugen.

### Einheitswagen I
| Typ              |     | Anzahl | Nummer                                               | Betriebszustand                   | Ursprünglicher Eigentümer | Aktueller Eigentümer/Betreiber             |
| ---------------- | --- | ------ | ---------------------------------------------------- | --------------------------------- | ------------------------- | ------------------------------------------ |
| 1. Klasse        | A   | 2      | 50 85 18-33 229, 235                                 | betriebsfähig                     | SBB                       | SBB Historic                               |
| 1. Klasse        | A   | 1      | 50 85 18-33 515                                      | betriebsfähig                     | SBB                       | Verein Pendelzug Mirage                    |
| 1. Klasse        | A   | 3      | 50 85 18-33 524, 553 55 85 18-69 520                 | betriebsfähig                     | SBB                       | Verein Depot und Schienenfahrzeuge Koblenz |
| 1. Klasse        | A   | 6      | 50 85 18-33 412, 414, 416, 417 50 85 89-35 441, 442  | betriebsfähig nicht betriebsfähig | BLS                       | BLS Stiftung                               |
| 1. Klasse        | A   | 1      | 55 85 18-33 411                                      | betriebsfähig                     | BLS                       | Verein Historische Seethalbahn             |
| 1. Klasse        | A   | 1      | 55 85 18-33 413                                      | betriebsfähig                     | BLS                       | Verein extrazug.ch                         |
| 1. Klasse        | A   | 1      | 55 85 18-33 415                                      | ?                                 | BLS                       | Verein Dampflok Depot Full                 |
| 1. Klasse        | A   | 1      | 50 85 18-35 404                                      | ?                                 | BLS                       | Verein MThB-NPZ                            |
| 1. Klasse        | A   | 1      | 50 85 89-35 443                                      | betriebsfähig                     | BLS                       | Swiss Railcar Management GmbH              |
| Salonwagen       | As  | 2      | 50 85 89-33 500 51 85 89-30 501                      | betriebsfähig                     | SBB                       | SBB Historic                               |
| Salonwagen       | A   | 1      | 50 85 18-35 719                                      | betriebsfähig                     | BT                        | Verein historische Mittelthurgau-Bahn      |
| 1. und 2. Klasse | AB  | 1      | 50 85 30-35 432                                      | betriebsfähig                     | BLS                       | Swiss Railcar Management GmbH              |
| 1. und 2. Klasse | AB  | 1      | 50 85 39-33 425                                      | ?                                 | BLS                       | Verein Depot und Schienenfahrzeuge Koblenz |
| 2. Klasse        | B   | 1      | 55 85 20-35 288                                      | nicht betriebsfähig               | SBB                       | Verein Dispopendel                         |
| 2. Klasse        | B   | 1      | 50 85 20-33 471                                      | nicht betriebsfähig               | BLS                       | BLS Stiftung                               |
| 2. Klasse        | B   | 1      | 55 85 20-35 746                                      | betriebsfähig                     | SBB                       | Verein Mikado 1244                         |
| 2. Klasse        | B   | 1      | 50 85 20-33 472                                      | betriebsfähig                     | BLS                       | Eurovapor                                  |
| 2. Klasse        | B   | 3      | 50 85 20-35 458 55 85 20-35 741, 745                 | nicht betriebsfähig betriebsfähig | BLS SOB                   | Verein Pendelzug Mirage                    |
| 2. Klasse        | B   | 1      | 55 85 20-35 768                                      | betriebsfähig                     | BLS                       | Verein extrazug.ch                         |
| 2. Klasse        | B   | 4      | 50 85 20-35 305 50 85 20-33 654 50 85 20-35 362, 366 | betriebsfähig betriebsfähig ?     | SBB SOB GFM               | Verein Depot und Schienenfahrzeuge Koblenz |
| 2. Klasse        | B   | 1      | 50 85 20-35 367                                      | nicht betriebsfähig               | MO                        | Swiss Railpark St. Gotthard                |
| Restaurant       | WR  | 2      | 50 85 88-33 700, 702                                 | betriebsfähig                     | SBB                       | SBB Historic                               |
| Restaurant       | WR  | 1      | 55 85 88-35 452                                      | betriebsfähig                     | SOB                       | Betrieb durch Verein Dispopendel           |
| Restaurant       | WR  | 1      | 55 85 88-33 363                                      | nicht betriebsfähig               | SBB                       | Verein Depot und Schienenfahrzeuge Koblenz |
| Steuerwagen      | ABt | 2      | 50 85 80-35 154, 157                                 | betriebsfähig                     | SOB                       | Verein Depot und Schienenfahrzeuge Koblenz |
| Steuerwagen      | ABt | 1      | 50 85 80-35 158                                      | ?                                 | SOB                       | Associazione Verbano Express               |
| Steuerwagen      | ABt | 2      | 55 85 80-35 148 ABt 301 (keine NVR-Nummer)           | betriebsfähig nicht betriebsfähig | SOB EBT                   | Verein Pendelzug Mirage                    |
| Steuerwagen      | ABt | 1      | 50 85 80-03 160                                      | nicht betriebsfähig               | EBT                       | Swiss Railpark St. Gotthard                |
| Steuerwagen      | Bt  | 1      | 50 85 80-35 904                                      | nicht betriebsfähig               | MThB                      | Verein historische Mittelthurgau-Bahn      |
| Steuerwagen      | Bt  | 1      | 50 85 80-33 375                                      | nicht betriebsfähig               | GFM                       | Oensingen Balsthal Bahn Historic           |
| Steuerwagen      | Bt  | 1      | 50 85 80-33 374                                      | nicht betriebsfähig               | GFM                       | Verein Depot und Schienenfahrzeuge Koblenz |
| Steuerwagen      | Dt  | 1      | 50 85 92-33 915                                      | nicht betriebsfähig               | SBB                       | SBB Historic                               |
| Steuerwagen      | DZt | 1      | 50 85 80-35 900                                      | nicht betriebsfähig               | SBB                       | Verein Depot und Schienenfahrzeuge Koblenz |

### Einheitswagen II
| Typ              |      | Anzahl | Nummer                    | Betriebszustand     | Ursprünglicher Eigentümer | Aktueller Eigentümer/Betreiber             |
| ---------------- | ---- | ------ | ------------------------- | ------------------- | ------------------------- | ------------------------------------------ |
| 1. Klasse        | A    | 1      | 50 85 18-33 585           | betriebsfähig       | SBB                       | SBB Historic                               |
| 1. Klasse        | A    | 2      | 55 85 18-33 605, 611      | betriebsfähig       | SBB                       | Verein Mikado 1244                         |
| 1. Klasse        | A    | 1      | 50 85 18-33 617           | betriebsfähig       | SBB                       | Betrieb durch Verein Dispopendel           |
| 1. und 2. Klasse | AB   | 2      | 55 85 39-35 019, 074      | nicht betriebsfähig | SBB                       | Verein Dispopendel                         |
| 1. und 2. Klasse | AB   | 1      | 50 85 39-35 030-8         | ?                   | SBB                       | SBB Historic                               |
| 2. Klasse        | B    | 3      | 50 85 20-34 656, 751, 754 | betriebsfähig       | SBB                       | SBB Historic                               |
| 2. Klasse        | B    | 1      | 50 85 20-34 758           | ?                   | SBB                       | Associazione Verbano Express               |
| Steuerwagen      | BDt  | 1      | 50 85 80-35 911           | nicht betriebsfähig | SBB                       | Verein Depot und Schienenfahrzeuge Koblenz |
| Steuerwagen      | BDt  | 1      | 50 85 80-35 914           | betriebsfähig       | MThB                      | Verein Historische Mittel-Thurgau-Bahn     |
| Gepäckwagen      | D    | 1      | 50 85 92-33 620           | ?                   | SBB                       | El'Achai Friedenszug                       |
| Gepäckwagen      | D    | 1      | 50 85 92-33 623           | betriebsfähig       | SBB                       | Associazione Verbano Express               |
| Gepäckwagen      | D    | 2      | 55 85 92-33 641, 649      | ?                   | SBB                       | Verein Depot und Schienenfahrzeuge Koblenz |
| Postwagen        | ZIIa | 2      | 50 85 00-33 939, 945      | nicht betriebsfähig | PTT                       | Betrieb durch Verein Dispopendel           |

### Einheitswagen III
Nachdem die EW III bei der BLS per Ende 2021 aus dem Betrieb zurückgezogen wurden, gingen vier Wagen (AD 50 85 81-34 001-7, A 50 85 18-34 021-3, B 50 85 29-34 014-5, Bt 50 85 80-35 996-8)  an die SBB Historic über. Es ist geplant, diese als historische Fahrzeuge zu erhalten.

## Verwandte Konstruktionen für den internationalen Verkehr

### Bpm RIC

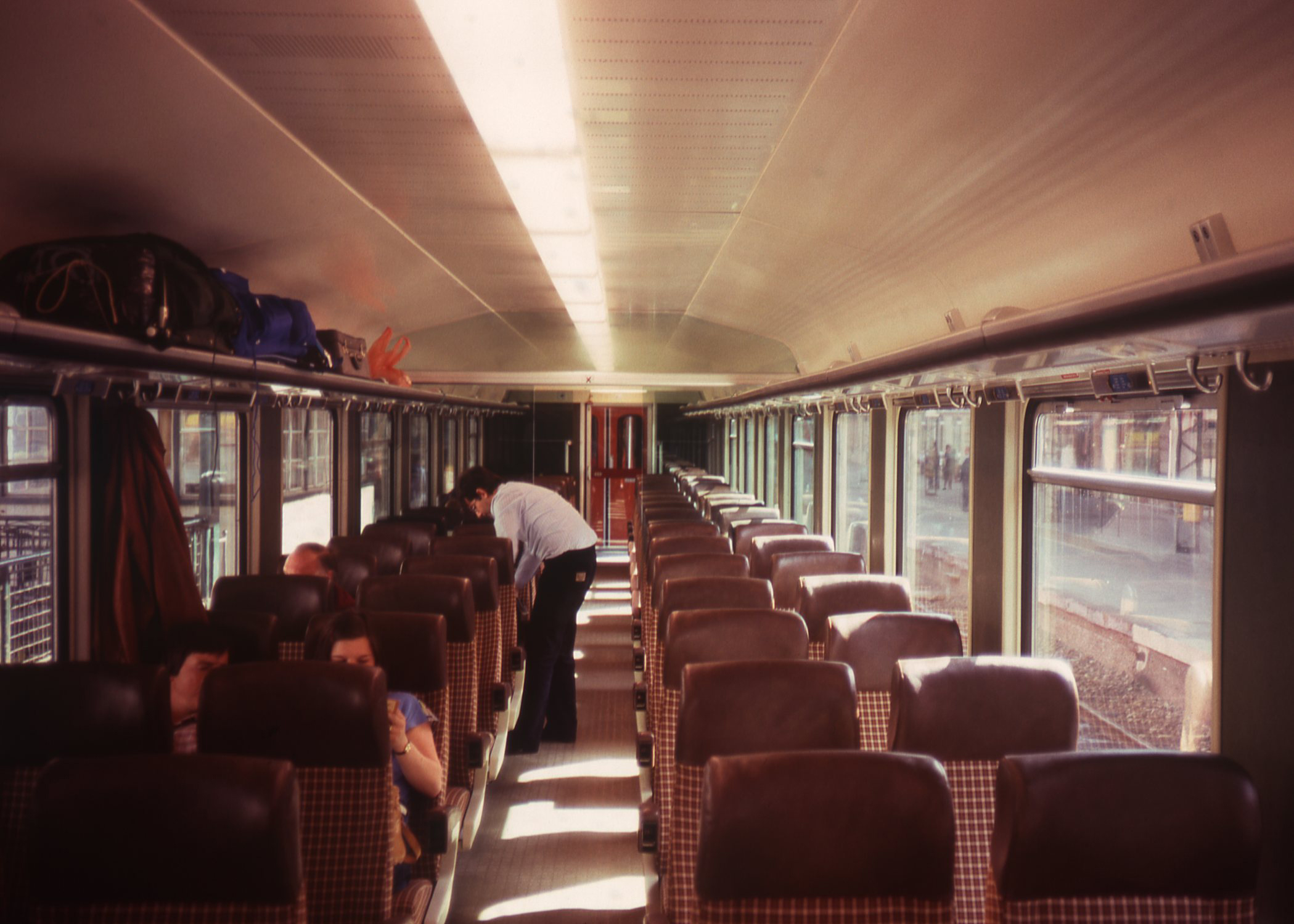
Ursprüngliche Reihenbestuhlung eines Bpm RIC, aufgenommen 1981

Ab 1980 stellten die SBB 30 Grossraumwagen der zweiten Wagenklasse in ihren Wagenpark ein, die die orange-weisse Eurofima-C1-Lackierung trugen. Technisch ähneln sie dem Grossraumtyp Bpmz der Deutschen Bundesbahn, sind jedoch mit anderen Drehgestellen ausgestattet. Zudem haben sie zehn ganze 1400 Millimeter breite Fenster je Seite plus WC- bzw. Einstiegsraumscheiben.
Diese Wagen mit Reihenbestuhlung wurden ursprünglich im internationalen Verkehr eingesetzt. Seit der Hauptrevision 1999–2002 wurden die noch verbliebenen 27 Wagen für den ausschliesslichen Inlandseinsatz umgerüstet (jedoch nicht NBS-/Pendelzugfähig) und mit neuer Inneneinrichtung mit der von den Schweizer Reisenden favorisierten Vis-à-vis-Bestuhlung versehen.
Sie unterscheiden sich von den EW IV durch die Einstiege ganz am Wagenende, zudem weisen sie nur 10 statt 11 Abteile auf (B 50 85 20-73 000-026).

### EC-Wagen (EuroCity)

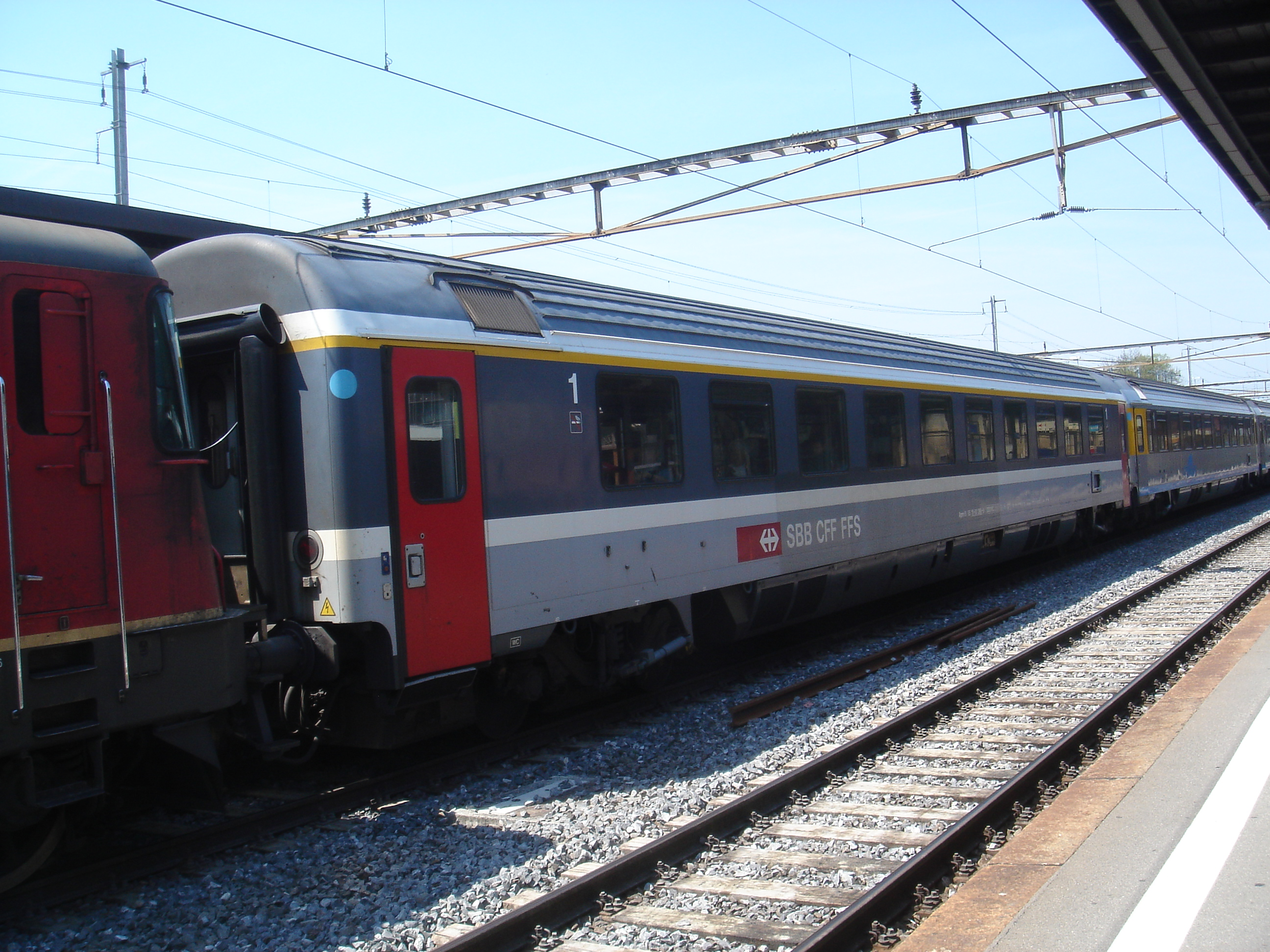
Apm EC mit geschlossenen Toiletten am 3. Mai 2006 in Thun, dahinter gleiche Wagen im CIS-Anstrich

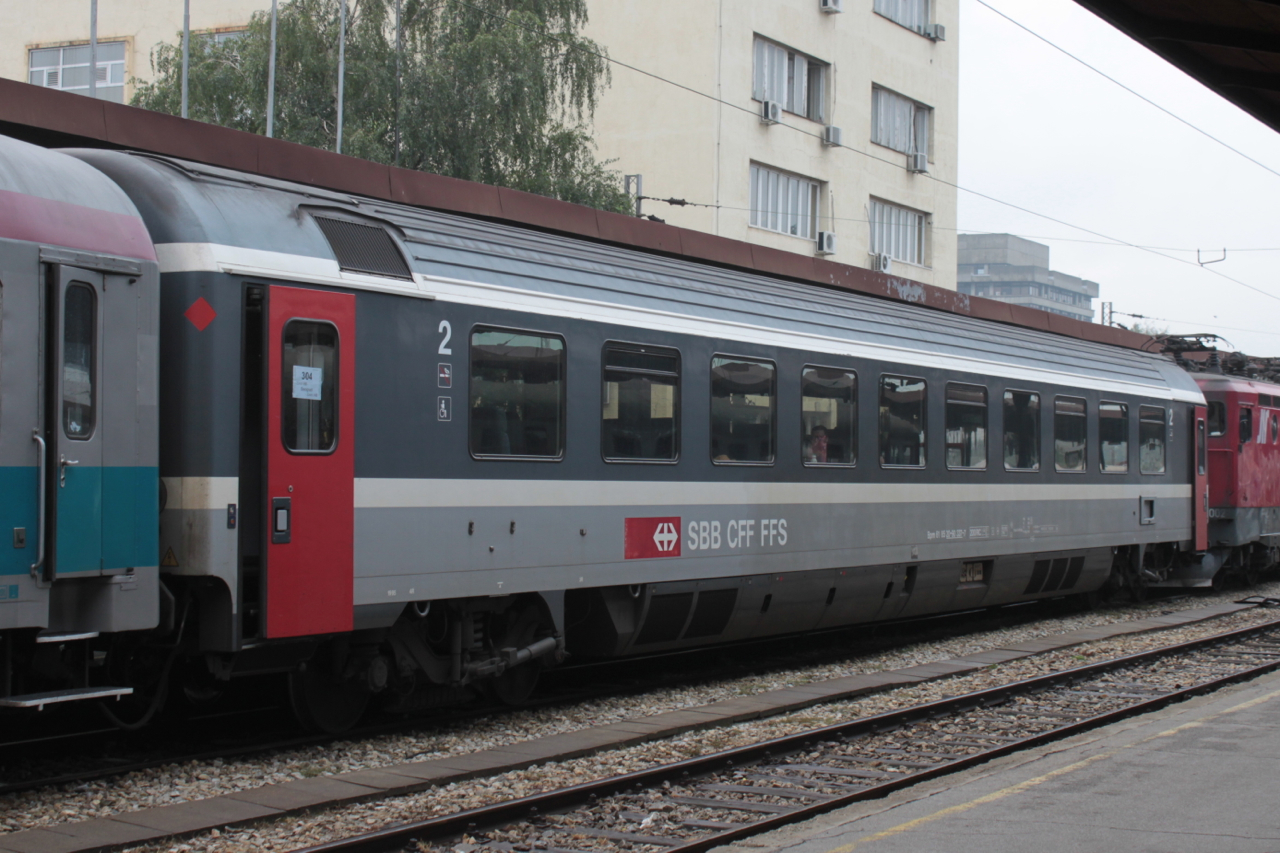
Bpm EC im alten Bahnhof Beograd, 10. September 2010

Die EuroCity-Wagen (Apm EC und Bpm EC) der SBB sind zwar nach ähnlichen Prinzipien aufgebaut worden, werden aber in der Schweiz nicht als Einheitswagen bezeichnet. Ausländische Zeitschriften haben vereinzelt die unzutreffende Bezeichnung EW V verwendet. Konstruktiv zur gleichen Gruppe gehören die Bt IC, die mit den EW IV eingesetzt werden und lediglich eine Einspannungsausrüstung (für 1000 V, 16,7 Hz) aufweisen.
1989–1995 stellten die SBB eine weitere Grossraumwagenserie für den EuroCity-Verkehr in den Dienst, die auf den 1980 abgelieferten Bpm RIC und dem EW IV aufbaute. Für beide Wagenklassen wurde der gleiche Wagenkasten mit zehn Fenstern zwischen den Schwenkschiebetüren an den Wagenenden benutzt. Das Dach war von der gleichen Bauart wie beim französischen Corailwagen, die Längssicken waren aber schon bei den Einheitswagen I bis IV vorhanden. Die Schürzen wurden tiefer gezogen als beim EW IV, so wie es für den EW V vorgesehen war. In den Abmessungen entsprechen die Wagen dem UIC-Z1-Standard. Die Farbgebung in zwei Grautönen mit hellem Streifen dazwischen wurde zuvor bereits für die zu zweiklassigen EuroCity-Zügen umgebauten TEE-Züge (RABe) angewendet. Der helle Streifen des Eurofima-Anstrichschemas wurde beibehalten. Der Bereich über dem weissen Begleitstreifen war nun in Umbragrau gehalten, darunter im helleren Verkehrsgrau A (RAL 7042). Die 60 Sitzplätze der ersten und 78 der zweiten Klasse sind durchgehend in Vis-à-vis-Anordnung gehalten.
Diese Wagen sind voll RIC-fähig und für eine Höchstgeschwindigkeit von 200 km/h zugelassen. Insgesamt wurden 70 Apm und 155 Bpm geliefert. Ab der zweiten Lieferung erhielten die Bpm eine geräumige rollstuhlgängige Toilette sowie Rollstuhlstellplätze; diese Wagen sind äusserlich an den Rollstuhlpiktogrammen sowie an roten Quadraten an den Wagenecken zu erkennen. Bei den ersten 16 (240–255) dieser 115 Wagen wurden einige Sitzreihen entfernt und Veloständer montiert, sie erhielten aussen grosse Velopiktogramme (Velo: schweizerisch für Fahrrad). Einige Wagen wurden im Hinblick auf die Eröffnung der Neubaustrecke Mattstetten–Rothrist mit geschlossenen Toiletten versehen, damit sie dort verkehren dürfen. Ein Teil davon (Apm 251–260 und Bpm 309–328) erhielt einen Cisalpino-Anstrich für den Einsatz nach Italien, alle Wagen blieben aber im Eigentum der SBB. Nach Rücknahme der Verkehre von der Cisalpino AG wurden die Aufschriften entfernt, die Wagen blieben bis zur Modernisierung in abweichenden Farben im Einsatz.
Anfang Februar 2008 beschloss der Verwaltungsrat der SBB, die 236 EC-Wagen (70 Apm, 12 Panoramawagen, 154 Bpm) ab 2009 für CHF 137 Mio. umfassend und behindertenfreundlich zu modernisieren. In die Wagen werden geschlossene Toilettensysteme (nur noch ein WC pro Wagen, am anderen Ende zwei Veloplätze) und Steckdosen für Laptops und Handys eingebaut, ausserdem werden die Wagen (mit Ausnahme der Panoramawagen) pendelzugfähig und der Aussenanstrich den EW IV angeglichen. Durch vermehrten Einsatz von Triebzügen im internationalen Verkehr soll ein grösserer Teil der Wagen in Inlandszügen ältere, nicht klimatisierte Wagen ersetzen, sie behalten aber ihre Mehrspannungsausrüstung und bleiben international einsatzfähig. Die Apm und Bpm (nicht jedoch die Panoramawagen) wurden darüber hinaus mit elektronischen Zielanzeigen innen und aussen ausgestattet. Bei einem Teil der Wagen wurde die Luftansaugung umgebaut, damit beim Einsatz hinter Diesellokomotiven keine Abgase in die Klimaanlage geraten.
Die EuroCity-Wagen erhalten ab 2021 dieselbe neue Lackierung mit den roten Türen wie die EW IV.

### Panoramawagen

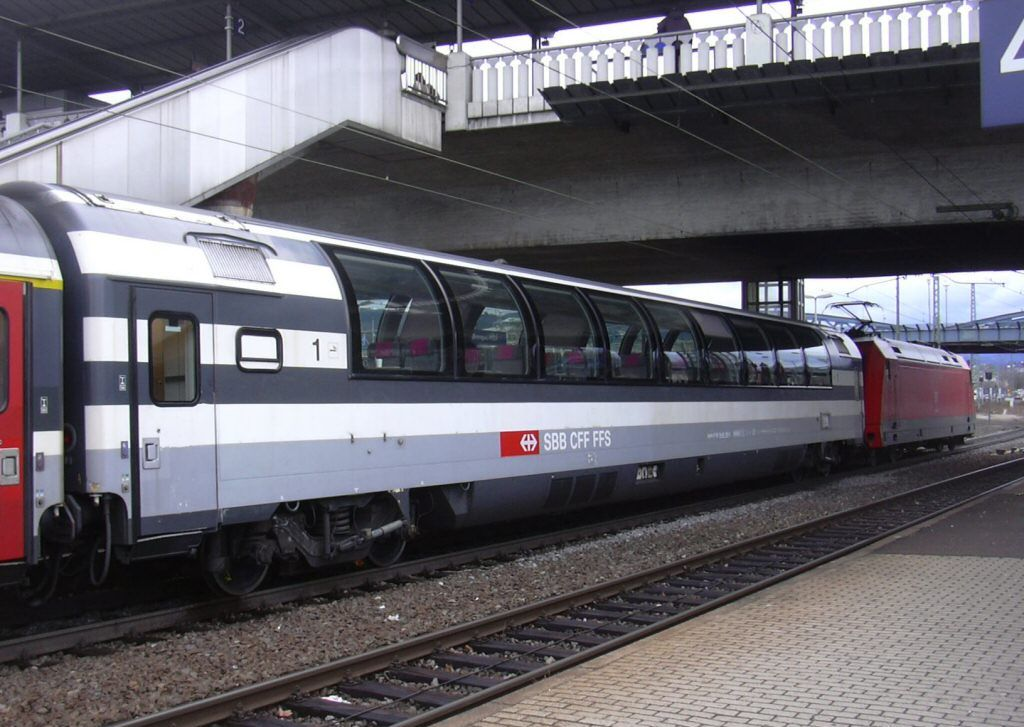
Panoramawagen

Eine besondere Wagenbauart stellen die zwölf 1991/1992 ausgelieferten Panoramawagen der SBB dar, die einen erhöhten Wagenboden und Panoramascheiben besitzen. Diese zwölf Wagen sind ausschliesslich Wagen der ersten Klasse. Anders als bei den meisten Schmalspurwagen wurde die Fussbodenhöhe gegenüber den anderen Wagen erhöht, um die Aussicht für Reisende auch auf Strecken mit Lärmschutzwänden zu verbessern. Die Panoramawagen dieses Typs gelangen auch in den internationalen Verkehr.

## Schmalspurbahnen
Die neueren, nach ähnlichen Konstruktionsprinzipien gebauten Wagenserien der Schmalspurbahnen, u. a. der Rhätischen Bahn, Matterhorn-Gotthard-Bahn und der Zentralbahn (früher Brünigbahn der SBB und LSE) werden ebenfalls als Einheitswagen bezeichnet.